# Messerschmitt Bf 109
Messerschmitt Bf 109 byl německý bojový letoun, který byl standardním stíhacím letadlem Luftwaffe těsně před druhou světovou válkou a v jejím průběhu tvořil spolu s Focke-Wulfem Fw 190 páteř stíhacích sil Luftwaffe. Poprvé byl nasazen v roce 1937 během španělské občanské války a ve službě působil ještě v době zavádění proudových letadel na konci druhé světové války v roce 1945. V době svého vzniku patřil mezi nejpokročilejší stíhačky. Nesl moderní konstrukční prvky jako celokovovou samonosnou konstrukci, uzavřený kokpit a zatahovací podvozek. Byl poháněn kapalinou chlazeným, dvanáctiválcovým invertním spalovacím motorem. Běžně se nazýval Me 109, především spojeneckými posádkami a mezi německými esy, přestože nešlo o oficiální německé označení.
Zkonstruovaný byl pod vedením prof. Willyho Messerschmitta a Roberta Lussera u společnosti Bayerische Flugzeugwerke v polovině 30. let dvacátého století. Zpočátku byl zamýšlen čistě jako stíhací letoun, ale později vznikly modely pro plnění různých úkolů jako doprovod bombardérů, průzkum, specializované verze pro různé výšky atd. Během druhé světové války byl dodáván do několika států a v několika zemích sloužil ještě mnoho let po válce. Bf 109 je nejvíce vyráběnou stíhačkou v historii – od roku 1936 do dubna 1945 bylo celkem vyrobeno 33 984 draků. Zároveň je to nejúspěšnější stíhací typ historie podle počtu sestřelených letadel nepřítele.
Na Bf 109 létala celá řada výborných pilotů. Tři nejlepší němečtí stíhači létající na Bf 109 získali dohromady 928 vítězství, když sloužili u jednotky Jagdgeschwader 52, především na východní frontě. Nejúspěšnějším stíhacím esem všech dob byl s 352 sestřely Erich Hartmann. Dále na tomto typu létal Hans-Joachim Marseille, eso s nejvyšším skóre na severoafrickém bojišti – dosáhl 158 leteckých vítězství. Bojovali na něm mnozí další výborní piloti z Finska, Slovenského štátu, Itálie, Chorvatska, Bulharska, Maďarska a dalších zemí. Díky své konstrukci se Bf 109 mohl neustále vyvíjet a zůstal tak plně konkurenceschopný po celou dobu 2. světové války.
Významná část výroby Bf 109 pocházela z nacistických koncentračních táborů jako Flossenbürg, Mauthausen a Buchenwald.

## Vývoj

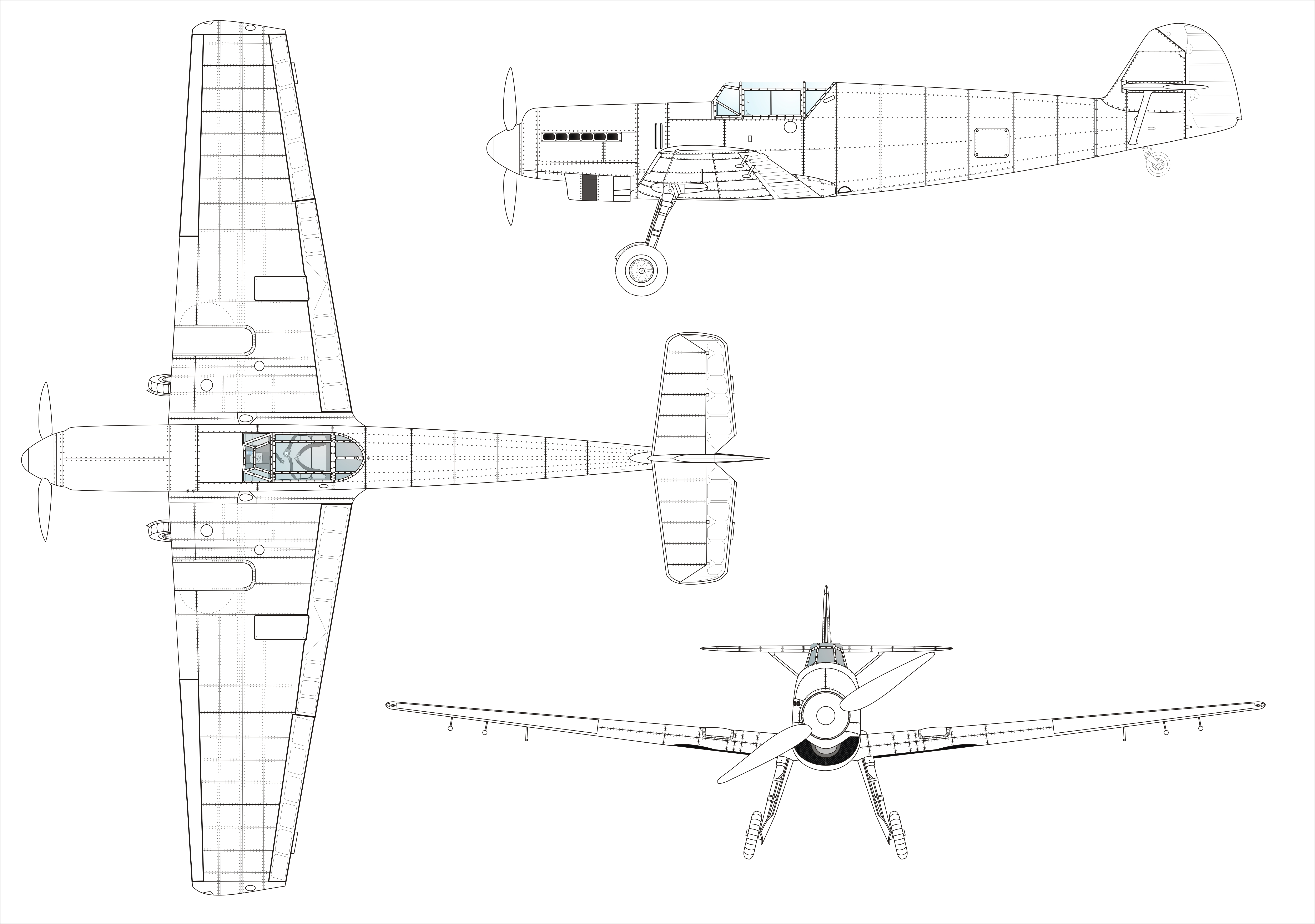
Bf 109 V1

Firmy Arado, Focke-Wulf a Heinkel obdržely v únoru roku 1934 požadavky Říšského ministerstva letectví (RLM) na vývoj jednoplošné stíhačky, která by nahradila dvouplošník Heinkel He 51. Požadavek byl neochotně předán i tehdejší firmě Bayerische Flugzeugwerke, kde pracoval jako hlavní konstruktér Willy Messerschmitt. Na konci léta začal vývoj letounu Bf 109, který vycházel hlavně z jeho typu Bf 108, ale jehož zárodky se formovaly již u starších výkonných sportovních letadel Messerschmittovy konstrukce M 29 a M 35.
Hlavní projektový a konstrukční tým Williho Messerschmitta (který osobně koordinoval vývoj nové konstrukce) byl tvořen ing. Robertem Lusserem (ředitel projektu Bf 109, mimo jiné návrh křídlo u Bf 109, později pracoval na proudovém Heinkelu He 280, He 219, první střele země-země Fiesler Fi 103...), ing. Richardem Bauerem (vedoucí konstrukční kanceláře Bf 109) a ing. Hubertem Bauerem (vedoucí oddělení letových zkoušek Bf 109). Jejich záměrem bylo postavit velice výkonné stíhací letadlo, a aby toho dosáhli, ignorovali podmínku RLM o malém plošném zatížení křídel. Bf 109 mělo být malé a lehké stíhací letadlo, aby mělo vynikající aerodynamiku a tím i výkony a mělo používat nejsilnější možný dostupný motor.
Návrh v sobě spojoval tehdy velice moderní a převratné technologie jako celokovovou konstrukci, sloty na náběžných hranách křídel, jednonosníkové křídlo, což byl přímo patent prof. Messerschmitta, zatažitelný podvozek, plně zakrytou pilotní kabinu a další. V návrhu se počítalo se snadnou, lehkou výrobou a dobrou pozemní obsluhou.
První prototyp, označený jako Bf 109 V1 (Werk-Nr.758, imatrikulace D-IABI), vzlétl 28. května 1935 z továrního letiště v Augsburgu. Jelikož se upustilo od motoru BMW 116 a motor Junkers Jumo 210C ještě nebyl k dispozici, byl stroj poháněn britským motorem Rolls-Royce Kestrel V o výkonu 695 koní. Druhý prototyp Bf 109 V2 (Werk-Nr.759, D-IUDE) poháněný motorem Junkers Jumo 210 A vzlétl 12. prosince 1935. 8. dubna 1936 vzlétl Bf 109 V3 (Werk-Nr.760, D-IOQY), jenž nesl i výzbroj tvořenou dvěma synchronizovanými kulomety MG 17 ráže 7,92 mm. Po vzletu prototypu Bf 109 V4 (Werk-Nr.878, D-IALY) 23. září 1936 byl letoun Bf 109 V3 poslán do Španělska. 30. listopadu 1936 ho následoval prototyp Bf 109 V4. Exempláře V5 (Werk-Nr.879, D-IIGO) a V6 (Werk-Nr.880, D-IHHB) byly místo dřevěných vrtulí Schwarz vybaveny stavitelnými kovovými vrtulemi VDM. V soutěži o stíhačku pro Luftwaffe zůstala nakonec dvě letadla, zprvu favorizovaný Heinkel He 112 a "outsider" Bf 109. Heinkel disponoval lepším výhledem z kokpitu, širším podvozkem, nižším plošným zatížením a byl levnější[zdroj⁠?!]. Tím jeho výhody ovšem končily. Bf 109 byl menší a mrštnější, rychlejší jak v horizontálním (o 30 km/h), tak střemhlavém letu a lépe stoupal. Ve vzájemném porovnání se komise nakonec přiklonila k Messerschmittově konstrukci, zvláště po posledních ukázkách, kdy pilot Bf 109 předvedl vynikající akrobacii letadla, schopnost stroje velice dobře vybírat vývrtku a ve střemhlavém letu dosáhl značné rychlosti, což pilot Heinkelu He 112 odmítl provést.[zdroj⁠?!] Nová standardní stíhačka Luftwaffe ale nebyla bez chyb, pilotní prostor byl z důvodu co nejlepší aerodynamiky těsný a podvozek byl hodně úzký – což během služby zavinilo mnoho nehod.

### Rekordní let
11. listopadu 1937 překonal upravený prototyp Bf 109 V13 s motorem Daimler-Benz DB 601 R-III rychlostní rekord, který od roku 1935 držel Howard Hughes se svým závodním letounem Hughes H-1 Racer. Pilot Dr. Hermann Wurster dosáhl hodnoty 610,95 km/h a překonal tím Hughesův rekord o 43,83 km/h. Rekord vydržel do roku 1938, kdy byl překonán Heinkelem He 100 V8, který pilotoval Hans Dieterle.

## Nasazení

### Německo

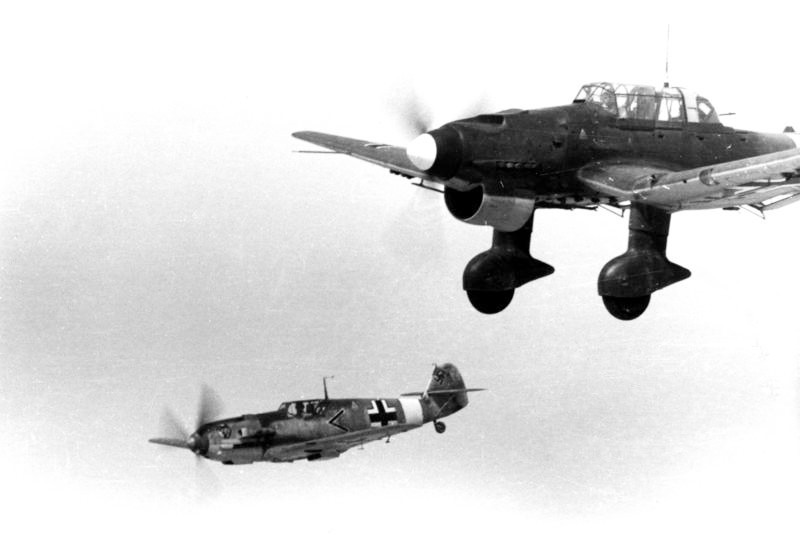
Bf 109E a Junkers Ju 87 během akce, 1941

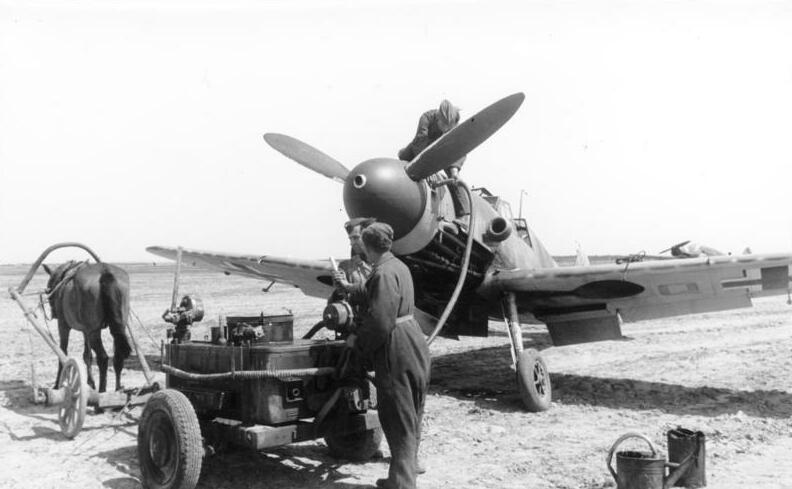
Doplňováni paliva do letounu Bf 109F-4, SSSR, 1941

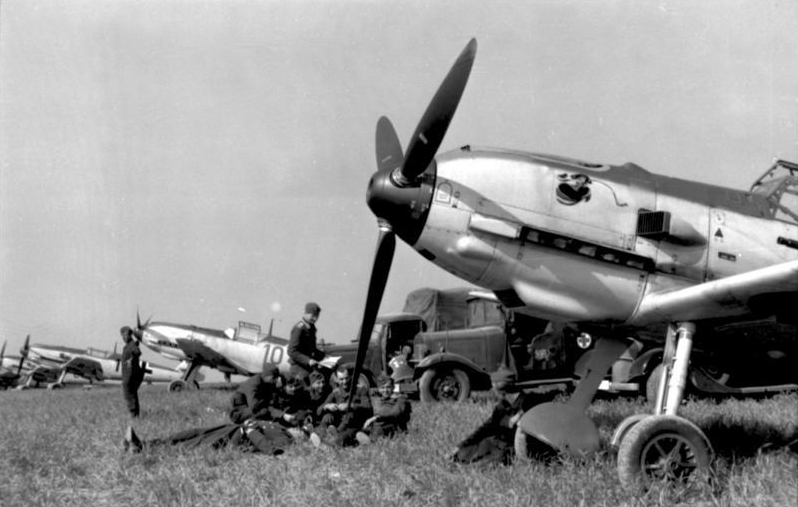
Messerschmitty Bf 109E jednotky JG 51 „Mölders“ (IV./JG 51) na letišti ve Francii, srpen 1940

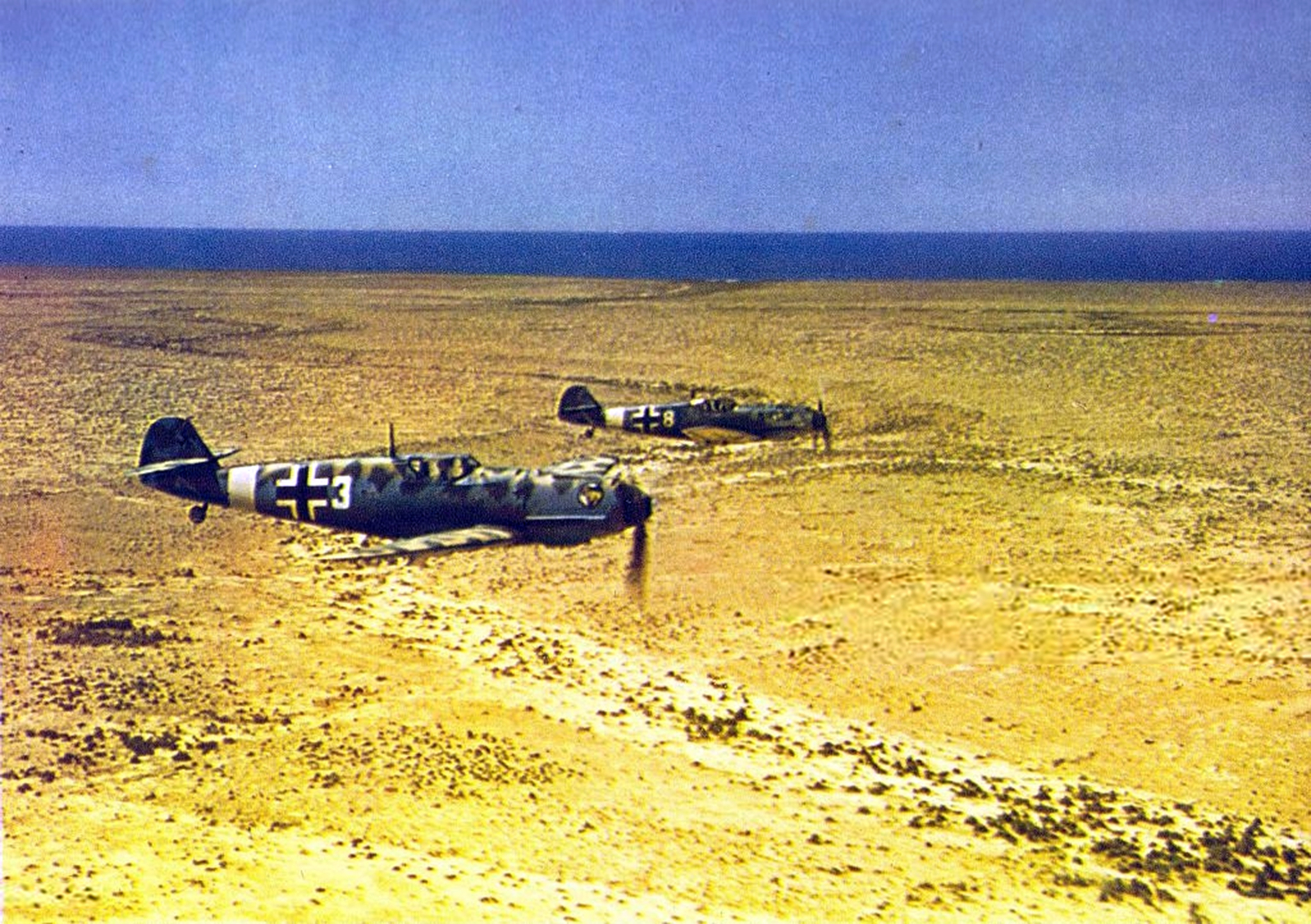
Messerschmittu Bf 109E/Trop v severní Africe. V popředí je Bf 109E-4/Trop patřící I. / JG 27, jehož pilotuje Hans-Joachim Marseille a za ním je Bf 109E-7/Trop patřící II. / JG 27

Verze A až E-1 byly poprvé nasazeny ve španělské občanské válce; tam se setkaly se slabšími soupeři, ale i s výborným sovětským letadlem Polikarpov I-16. Podle Andrese Garcii La Calle, esa republikánského letectva s 11 potvrzenými sestřely, mohl sovětský I-16 vést s Bf 109 rovnocenný boj ve výškách do 3000 m. V období mnichovské krize, kdy se Německo připravovalo na boj s Československem, nebyla konstrukce Bf 109 ještě dokonalá, chybělo pancéřování a stroje měly slabou výzbroj. Československo by proti nim však nemohlo nasadit odpovídající počet stíhaček. Navíc nad dvouplošníkem Avia B-534 "stodevítka" měla v některých parametrech zřetelnou převahu a vývoj strojů Avia B-135 ještě nebyl ukončen.
V září 1939, když se Luftwaffe účastnila invaze do Polska, byla polovina všech nasazených Bf 109 verze E, přičemž nejnovější stroje typu E-3 se už také dostaly do boje. Zbytek tvořily verze D. Polské zastaralé stroje PZL P.11 nebyly pro německé letce rovnocenným soupeřem. Ale dokázaly dosahovat omezených úspěchů. Odvaha polských letců celkově nepříznivou situaci nemohla změnit, přestože počet sestřelených německých letadel byl obdobný jako počet sestřelených polských letadel.[zdroj?] Zkušení polští letci výrazně přispěli k obraně Velké Británie v roce 1940.
Zastoupení Bf 109E se ve stíhacích jednotkách dále zvyšovalo až do roku 1941. V roce 1940 při zahájení ofenzivy na západní frontě Bf 109 ve spolupráci s bombardovacími letadly brzy ovládl oblohu zemí Beneluxu. Podařilo se jim porazit i početně silnější Francouzské letectvo a v západní Evropě jim zůstal jediný soupeř – Velká Británie. Hned od začátku bitvy o Británii byly Bf 109 v čele útoku. Luftwaffe měla zničit RAF, a tak zbavit obávané britské loďstvo ochrany ze vzduchu a tím umožnit invazi na Britské ostrovy. Němečtí letci sice na Messerschmittu dokázali úspěšně s britským letectvem bojovat, ale porazit se jim ho nepodařilo. Zásadním problémem se ukázal malý dolet Bf 109. Řešení v podobě přídavných palivových nádrží se ještě nestihlo uskutečnit. Malý dolet neumožňoval německým stíhačům doprovázet své bombardéry nad vzdálené cíle a omezoval dobu setrvání nad Anglií jen na velmi krátkou dobu. Těžké stíhací stroje Messerschmitt Bf 110 na to nestačily a samy utrpěly velké ztráty, stejně jako bombardovací svazy. Díky radaru a vůli po vítězství se dobře organizované britské letectvo ukázalo nad síly Luftwaffe. Nebe nad Anglií se Němcům nepodařilo ovládnout.
Nasazení strojů Bf 109 na jihu Evropy, v severní Africe a během bojů v Sovětském svazu bylo velice úspěšné. V Řecku a Jugoslávii jim jejich slabí a méně početní protivníci nedokázali vzdorovat. Tou dobou – na jaře 1941 – se k bojovým jednotkám začaly dostávat letouny verze F. Ta překonávala svými výkony, především rychlostí a stoupavostí, téměř všechny stíhačky všech válčících států (ve velkých výškách se jim rychlostí vyrovnal MiG-3 a celkovými výkony mírně navrch získal Spitfire Mk. IX nasazovaný do bojů od druhé poloviny roku 1942). Němečtí piloti toho také dokázali úspěšně využívat. V Africe stíhači na Bf 109, například Hans-Joachim Marseille, dosahovali velkých úspěchů. Britští piloti až do poloviny roku 1942 platili velmi těžkými ztrátami při střetech s tímto letounem. Na podzim roku 1942 však získali výraznou početní převahu, která nakonec zatlačila Luftwaffe do hluboké defenzivy.
V bojích proti sovětskému letectvu dosahovali němečtí stíhači zprvu obrovského počtu sestřelů. Zkušení piloti Bf 109 likvidovali sovětské letouny v poměru ztrát cca 1 : 20 (rok 1941). I když se kvalita a síla sovětského letectva postupně zvyšovala, piloti Bf 109 si dokázali převahu nad svými protivníky udržet až přibližně do poloviny roku 1943 a i později byli sovětskému letectvu rovnocennými soupeři. A to i přesto, že museli čelit často značné přesile, neboť množství stíhačů bylo staženo v letech 1943–1944 na obranu Říše před spojeneckými nálety. O kvalitách těchto letadel hovoří i fakt, že na nich létala až do konce války většina z nejlepších německých stíhacích letců. Například nejúspěšnější stíhač války Erich Hartmann dosáhl na strojích Bf 109 od konce roku 1942 do května 1945 rekordních 352 sestřelů.
V roce 1942 došlo k nahrazení verze F verzí G – Gustav. Gustav v době příchodu patřil ke úzké špičce nejlepších stíhacích letadel. Jeho drak se upravoval až do konce války. A dal mnoho verzí. Od G-1 až po poslední G-10 (G-14 byť měla větší číslo, tak byla před verzí G-10). Gustav měl nový, silnější motor DB 605A, mohl nést množství různých výstrojních a výzbrojních sad podle druhu mise (kamery, různé kanóny, rakety, přídavné nádrže...), zlepšila se ochrana pilotního prostoru, zvýšily se výkony a letadla byla více optimalizovaná do vyšších rychlostí, které narůstaly vlivem vyšších výkonů motorů.
V bojích proti západním Spojencům v letech 1942–1945 musely stroje Bf 109 postupně čelit rostoucí početní převaze protivníka. Ačkoliv zůstával až do konce války nebezpečným soupeřem, nedokázal letoun Bf 109, ani Fw 190 či nejmodernější Me 262 ohrozit spojeneckou nadvládu ve vzduchu. Ta se od půli roku 1944, zejména s masivním nasazením výkonných stíhaček P-51 D Mustang, P-47 Thunderbolt, Spitfire Mk.XIV a Hawker Tempest, stala trvalou. Důvodem byla, navzdory přibližné technické rovnocennosti, výrazná kvantitativní převaha, rostoucí kvalita spojeneckých letců a naopak úpadek německého leteckého výcviku v důsledku velkých ztrát a nedostatku času.
Poslední verze Bf 109 K, která se k jednotkám dostávala od podzimu 1944, již nemohla zvrátit poměr sil. Ačkoliv se vyrovnala nejlepším stíhačkám Spojenců, ani ona drtivé početní převaze vzdorovat nedokázala.

### Švýcarsko
Bf 109 tvořily základ výzbroje švýcarského vojenského letectva již při mobilizaci 29. srpna 1939, kdy z 86 stíhaček bylo 41 tohoto typu.
Jako první se do neutrálního Švýcarska dostalo 10 strojů Messerschmitt Bf 109D-1 (Werk-Nr.2301-2310, evidenční označení J-301 až J-310) postavených v nulté sérii u firmy Arado. Zároveň s dodávkou bylo rozhodnuto o nákupu 80 kusů modernější varianty Bf 109E-3 (J-311 až J-390) z Messerschmittovy výroby. Stroje švýcarského letectva byly vyzbrojeny zbraněmi místní výroby – kulomety MG 29 ráže 7,45 mm a varianta E nesla v křídlech 20mm kanóny Oerlikon FF-K. Protože součástí dodávky byla také licenční práva, dodal ještě za války podnik Doflug z Altenrheinu navíc letoun J-391 sestavený z náhradních dílů a po válce pak ještě stroje J-392 až J-399, vyrobené kompletně ve Švýcarsku i s domácími přístroji, vrtulemi
Escher-Wyss EW-V6 a dalším vybavením. Motory DB 601A byly původní německé, dovezené ještě v roce 1939 jako náhradní díly. Obě varianty Bf 109D-1 a Bf 109E-3 létaly u Fliegertruppe od roku 1939 až do poloviny roku 1948, respektive 1949.
V průběhu válečného konfliktu se do Švýcarska dostaly ještě po dvou internovaných strojích verzí Bf 109F-4 (J-715 a J-716) a Bf 109G (J-713 a J-714), a z Německa bylo v květnu 1944 nově dodáno 12 kusů Bf 109G-6 (J-701 až J-712).
V roce 1939 sloužilo u Fliegerregiment I šest Bf 109E Fliegerkompanie 6 (Fl. Kp 6, Compagnie d´Aviation 6) dislokovaných v Thün, jejíž personál tvořili francouzsky mluvící Švýcaři. U leteckého pluku II sloužil stejný počet Bf 109D Fl. Kp 15 v Payerne a u leteckého pluku III šest Bf 109E Fl. Kp 21 umístěných v Dübendorfu.
V únoru 1940 již s Bf 109 létaly tři nové letky Fl. Kp 7, 8 a 9.
První sestřel ve II. světové válce při obraně neutrálního švýcarského vzdušného prostoru zaznamenala dvojice Bf 109E z Fl. Kp 21 10. května 1940, kdy úspěšně zasáhla proti letounu Luftwaffe Dornier Do 17.

### Slovensko
V letech 1942 až 1943 zakoupila pro Slovenské vzdušné zbraně Slovenská republika v Německu 30 strojů Bf 109, z toho 20 verze E-2, E-3, E-4 a E-7. Devět z nich bylo nasazeno na východní frontě. Na jaře 1944 bylo zakoupeno dalších 13 (nebo 14, protože různé prameny uvádějí různá čísla) tehdy moderních Messerschmittů Bf 109G-6. Většina z nich se dostala do výzbroje „Pohotovostní letky“ na slovenském území, jelikož stroje nasazené na východní frontě v rámci 13. (Slowak.)/JG 52 byly pouze propůjčeny od Německa. Většina strojů „Pohotovostní letky“ byla zničena americkými stíhači 26. června 1944, kdy zasahovaly proti bombardovacímu svazu přelétající přes Slovensko.
Během Slovenského povstání byly stroje Bf 109G-6 nejmodernějšími stíhači „Kombinované letky“. Jejich úloha na povstaleckých frontách byla ale dost omezena nedostatkem vhodného střeliva a náhradních dílů. I když měli povstalci zpočátku pouze dva kusy Bf 109G a dva Bf 109E, mají tyto stroje na kontě i několik sestřelů německých letadel a mnoho průzkumných letů či útoků na pozemní cíle. Situaci na letišti Tri Duby také ztěžovala nepřítomnost radiostanice, tu vyřešil až návrat jednoho průzkumného Focke-Wulfu Fw 189, který sloužil k jejich lepšímu navádění.

### Izrael
Poslední sestřel typu založeného na konstrukci Bf 109 byl dosažen během bojů o nezávislost státu Izrael, strojem Avia S-199 vyrobeným v Československu.
Je trochu ironie že stát Izrael byl zachráněn původní německou konstrukcí, dá se říci že nebýt S-199 stát Izrael by dnes vypadal jinak.
Na Avii létal i budoucí prezident Izraele Ezer Weizman.

## Varianty

### Verze A
Bf 109 A bylo označení prototypů a zkušebních letounů. Těchto strojů bylo přibližně 20 až 30. Většina letounů se zúčastnila španělské občanské války. Výzbroj tvořila dvojice 7,92mm kulometů MG 17 v horní části krytu motoru. Pohon dvojlisté vrtule obstarávaly motory Jumo 210B, C a D.

### Verze B

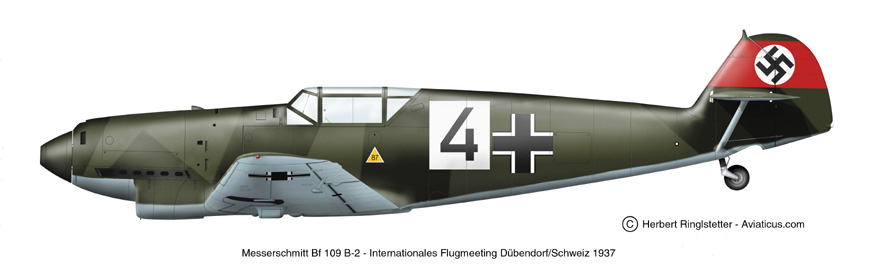
Bf 109B

Vzorem pro tuto verzi byl prototyp Bf 109 V4. Jelikož nebyl k dispozici kanón pro střelbu osou vrtule, byl místo něho umístěn třetí kulomet MG 17, který byl ve Španělsku často demontován pro svou nespolehlivost. Původní dřevěná vrtule Schwarz byla u strojů v pozdějším období výroby nahrazena stavitelnou kovovou dvoulistou vrtulí VDM, tyto stroje jsou někdy označovány jako varianta B-2. Pohon obstarával motor Jumo 210D o výkonu 680 k. Bylo vyrobeno 341 letounů Bf 109 B.
Maximální rychlost verze B se pohybovala okolo 460 km/h.

### Verze C (Cäsar)

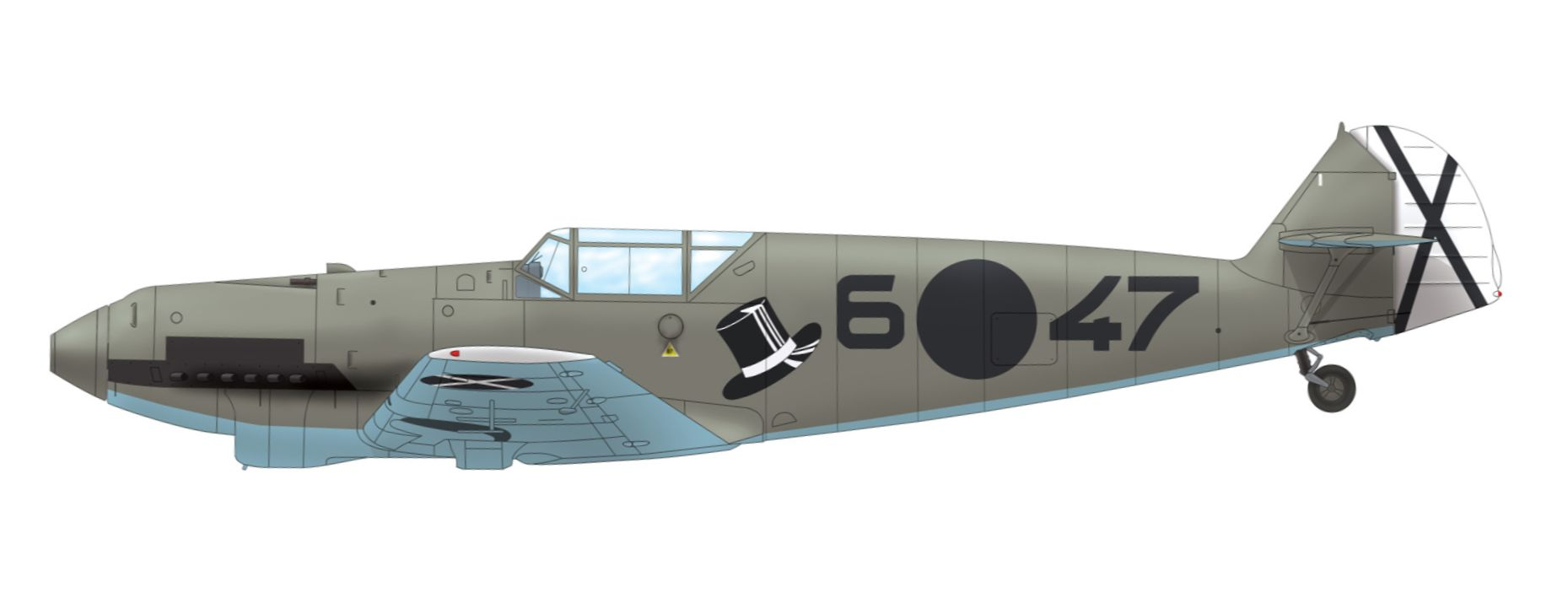
Messerschmitt Bf 109B, 6-47, patřící do stavu 2.J/88 Legionu Condor, Španělsko, jaro 1938.

- Messerschmitt Bf 109B, 6-47, patřící do stavu 2.J/88 Legionu Condor, Španělsko, jaro 1938.[13]Bf 109 C-1 – pohon obstarával motor Jumo 210G o výkonu 700 k s přímým vstřikováním. Výzbroj tvořila čtveřice kulometů MG 17, které byly zabudované v horní části krytu motoru a v náběžných hranách křídel. Bylo vyrobeno 58 kusů.
- Bf 109 C-2 – byl vybaven pátým kulometem MG 17 ráže 7,92 mm střílejícím osou vrtule.
- Bf 109 C-3 – byl vyzbrojen dvěma trupovými kulomety MG 17 a dvěma kanóny MG FF ráže 20 mm.[zdroj⁠?!]
- Bf 109 C-4 – výzbroj shodná s variantou C-1. Byl přidán kanón MG FF ráže 20 mm střílející osou vrtule.[zdroj⁠?!]

### Verze D (Dora)
Jedná se o exportní verzi Bf 109 C[zdroj⁠?!], která měla být původně vybavena motory Daimler-Benz DB 600. Nakonec byl k pohonu využíván spolehlivější motor Jumo 210D nebo Jumo 210G. Základní výzbroj byla tvořena čtyřmi kulomety MG 17 ráže 7,92 mm. U těchto letounů byly testovány nové kulomety MG 131.[zdroj⁠?!] Vyrobeno bylo 647 letounů.
Maximální rychlost verzí C a D dosahovala cca 470 km/h.

### Verze E (Emil)

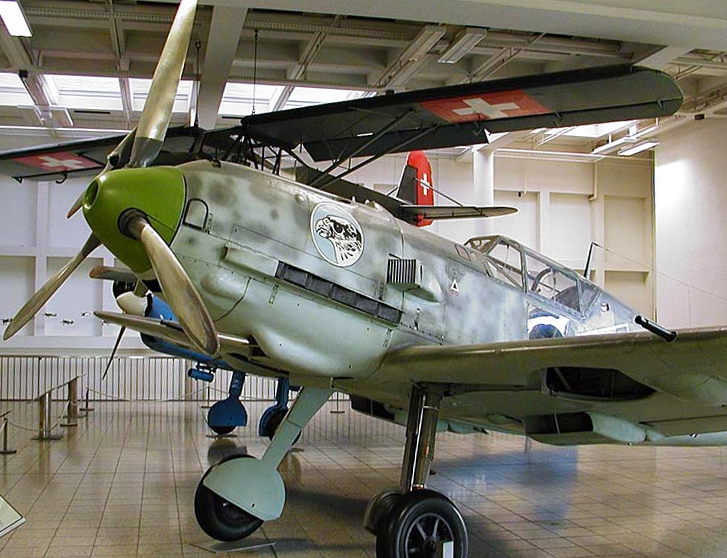
Bf 109 E-3

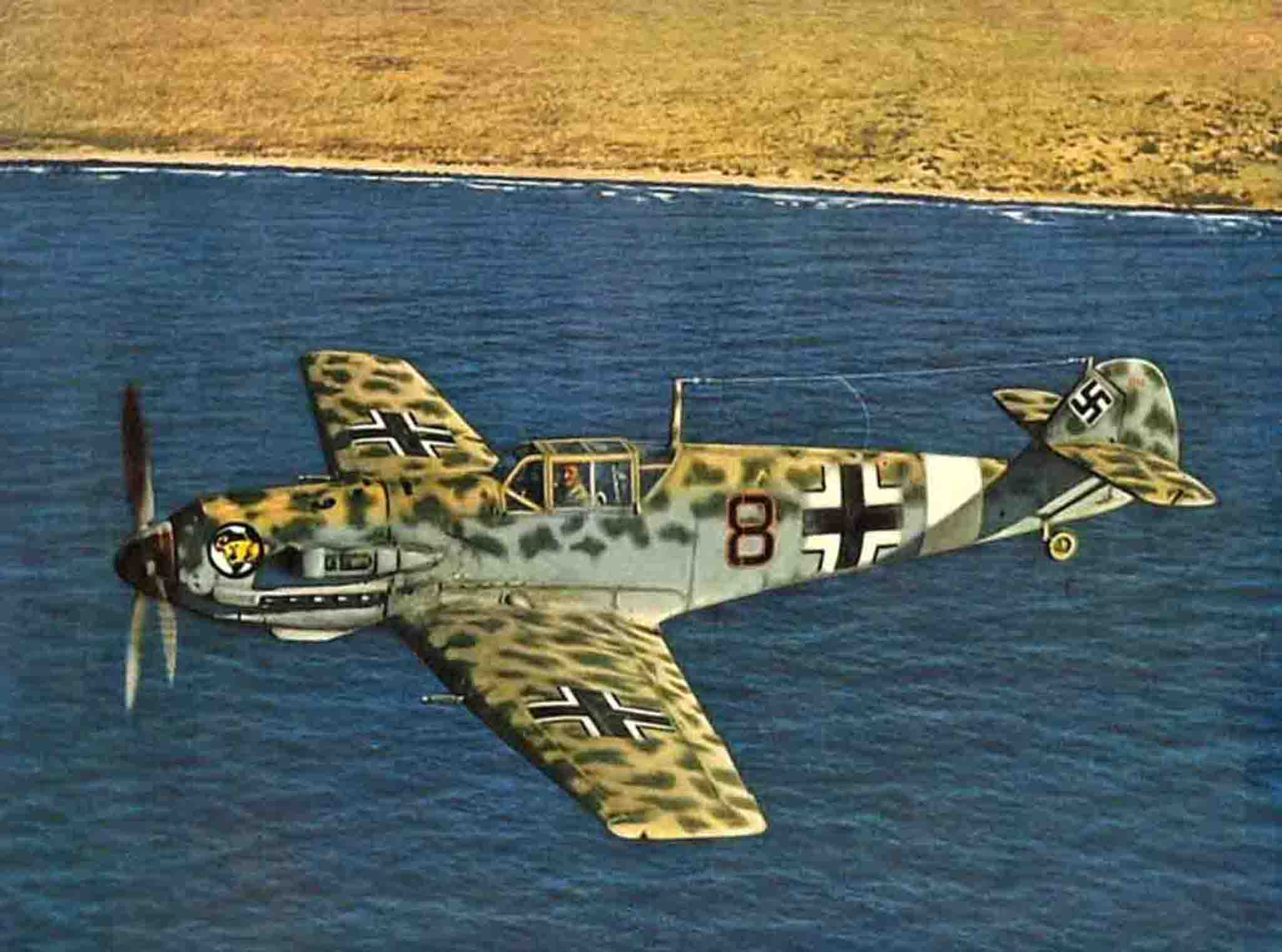
Messerschmitt Bf 109E-4/Trop jednotky JG 27 nad severoafrickým pobřežím, léto 1941

Verze E vychází z prototypů Bf 109 V15 a V15A. Od dosavadních provedení se liší motorem Daimler-Benz DB 601, třílistou vrtulí VDM a překonstruovanou spodní částí přídě, z níž byl chladič glykolu přemístěn do výstupků pod dolními plochami křídel. Letouny Bf 109 E na začátku války patřily mezi nejlepší stíhačky světa.
V průběhu bitvy o Británii se objevila další verze Bf 109E-4, ta se lišila novým "hranatějším" překrytem kabiny s čelním pancéřovým sklem i různými drobnými změnami. Následující úprava E-4/B byl již stíhací bombardér, který na závěsník ETC 500 pod trupem mohl nést 500 kg pumu. Stroje s novým motorem se označovaly E-4/N. Byly také vyrobeny i fotoprůzkumné stroje verze E-4, E-6 a E-7 označeny /U, které nesly kamery Rb 50/30. Pro severoafrické bojiště byly upravené verze E-4/Trop a E-7/Trop. Největší změnou byl zvětšený protiprachový filtr na levé straně motoru. V trupové schránce bylo uložené jídlo, voda, léky a puška Mauser K.98k, která měla zvětšit pravděpodobnost přežití letce v pouštních podmínkách.
Celkem bylo vyrobeno okolo 6 000 letounů verze E.
Sériově vyráběné varianty byly:

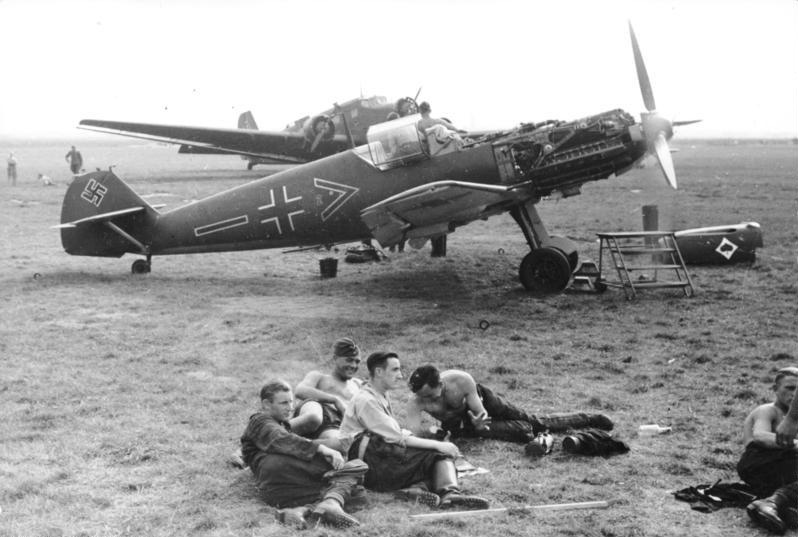
JG 53 Bf 109E-4, léto 1941

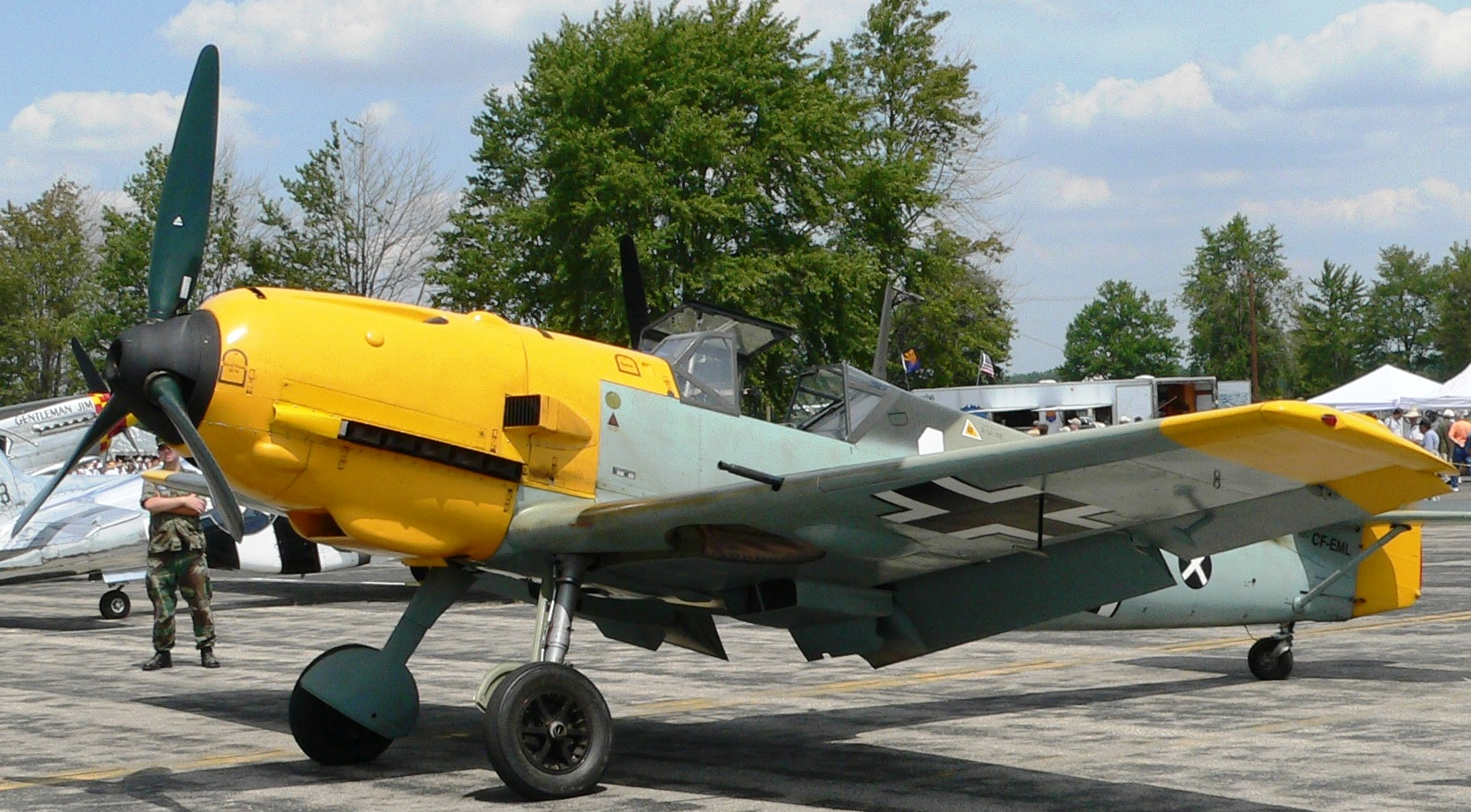
Bf 109E-4

- Bf 109 E-0 – výzbroj shodná s verzí Bf 109 C. Motor DB 601 A. Vyrobeno 20 kusů.
- Bf 109 E-1 – výzbroj shodná s verzí Bf 109 C-1. Motor DB 601 A-l. Verzí E-1 a E-1/B bylo vyrobeno celkem 1183 kusů.
- Bf 109 E-1/B (Bombenanlage) – Výzbroj tvořily 2 kanony MG FF, 2 kulomety MG 17 a pumový závěs.
- Bf 109 E-2 – výzbroj doplněna kanónem MG FF ráže 20 mm střílejícím osou vrtule.
- Bf 109 E-3 – motor DB 601 A. Křídelní kulomety byly nahrazeny kanóny MG FF ráže 20 mm. Některé stroje byly upraveny do podoby Bf 109 E-3 Trop.
- Bf 109 E-3a – exportní verze letounu Bf 109 E-3.
- Bf 109 E-3/B – bombardovací varianta Bf 109 E-3. Celkem bylo vyrobeno cca 2500 kusů verze E-3, z nichž 500 bylo přestavěno na verzi E-3/B.
- Bf 109 E-4 – přidána pancéřová ochrana hlavy pilota. V křídlech byly kanóny MG FF/M.[pozn. 3]Tato verze byla jako první hojně upravována do tropické verze Trop. Vyrobeno 250 kusů.
- Bf 109 E-4/B – bombardovací verze. Vyrobeno 211 letadel.
- Bf 109 E-4/BN – pohon obstarával motor DB 601 N o výkonu 1175 koní. Bylo nutné používat stooktanové palivo. Vyrobeno 35 kusů.
- Bf 109 E-5 – shodný s verzí E-1. Motor DB 601 A. Nenesl křídelní kanóny MG FF/M a místo radiostanice byl vybaven kamerou Rb 21/18. Vyrobeno 29 kusů.
- Bf 109 E-6/N – shodný s verzí E-1. Motor DB 601 N o výkonu 1 175 k. Vybaven dvěma kamerami Rb 12,7/7x9. Vyrobeno 6 kusů.
- Bf 109 E-7 – možnost podvěšení 300l palivové nádrže nebo pumového závěsníku ETC 500.
- Bf 109 E-7/N – stíhací bombardér s prodlouženým doletem. Vyrobeno 452 letadel.
- Bf 109 E-7/Z – stíhací bombardér s prodlouženým doletem. Motor DB 601 N s přímým vstřikováním oxidu dusného.
- Bf 109 E-7/U1[pozn. 4] – pancéřovaný chladič. 208 kusů.
- Bf 109 E-7/U2 – dodatečné pancéřování a samosvorné palivové nádrže. 265 letadel.
- Bf 109 E-7/U3 – dvě vyosené kamery Rb 12,7/7x9 a radiostanice FuG 17 VHF.
- Bf 109 E-8 – motor DB 601 A, jinak prakticky shodný s verzí E-7.
- Bf 109 E-9 – průzkumný letoun s prodlouženým doletem. Vybaven kamerami Rb 50/30 nebo Rb 32/7.

Verze E dosahovala maximální rychlosti mezi 550–570 km/h v závislosti na výzbroji a výkonu motoru.

### Verze T (Toni)

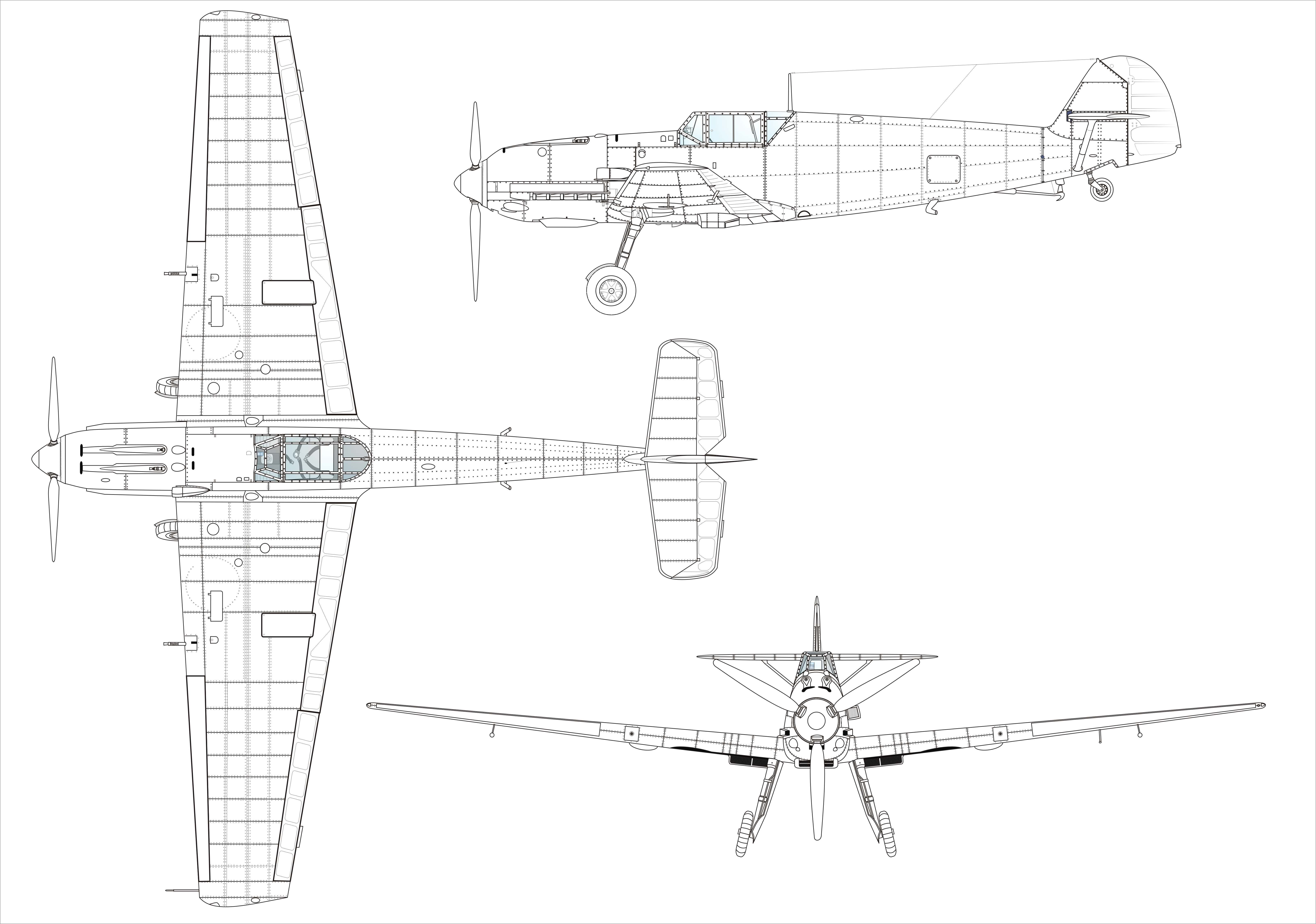
Bf 109T-1

Bf 109 T byl odvozen od verze Bf 109 E. Zkoušky probíhaly na prototypu Bf 109 V17 (D-IWKU), který byl vybaven čtyřmi pomocnými jednotkami pro start z katapultu. Po havárii prototypu byl nahrazen strojem Bf 109 V17a (TK+HM). Hlavním cílem bylo vytvořit palubní stíhačky pro rozestavěné letadlové lodě Kriegsmarine (klasické Graf Zeppelin, Flugzeugträger B a lehkou letadlovou Seydlitz). Hlavní změnou bylo zvětšení rozpětí na 11,08 m, zesílení konstrukce trupu v místě, kde se mezi pátou a šestou sekcí nacházel úchyt pro katapult, a přistávací hák. Po složení křídla[zdroj⁠?!] nepřekračovalo rozpětí 4,59 m. Výzbroj byla tvořena buď čtyřmi kulomety MG 17 ráže 7,92 mm (dva v trupu, dva v křídle), nebo dvěma kulomety MG 17 a dvěma křídelními kanóny MG FF.
Zkoušky prvních Bf 109T-0 byly zahájeny v Itálii,[zdroj⁠?!] záhy však byly přesunuty do Travemünde. Výroba verzí T-1 a T-2 (Werk-Nr.7728 až 7797) probíhala v první polovině roku 1941. Od června bylo 63 strojů dodáno jednotkám Luftwaffe v Norsku, 42 kusů získala I/JG 77 a cvičné jednotce Jagdgruppe Drontheim připadlo 21 letounů. Koncem prosince 1941 byl vydán příkaz ke stažení všech Bf 109T-2 do Německa, kde měly být v továrně Fieseler urychleně vybaveny na standard T-1. Společnost Messerschmitt však nabídla variantu vycházející z nového pozemního Bf 109G. Nahromaděné Bf 109T-2 proto byly přiděleny noční stíhací NJG 101, JG 300, školní Blindflugschule 10 a Jagdstaffel Helgoland, podléhající II/JG 11. Po britských náletech na Helgoland se jednotka v listopadu 1943 přemístila na jihonorský Lister, kde operovala do léta 1944. Poté zbylé T-2 jako zastaralé předala školním jednotkám.
- Bf 109 T-0 – Předvýrobní varianta vznikla přestavbou deseti strojů Bf 109 E-l. Výzbroj tvořily čtyři kulomety MG 17 ráže 7,92 mm (dva v trupu, dva v křídle), nebo dva kulomety MG 17 a dva křídelní kanóny MG FF/M ráže 20 mm. 10 letounů.
- Bf 109 T-1 – verze vycházející z Bf 109 E-3 s motorem DB 601 N a plným palubním vybavením. 7 letounů.
- Bf 109 T-2 – tato verze prošla úpravou pro použití na pevné zemi, bez palubního vybavení. 70 letadel.

Maximální rychlost verze T byla 570 km/h.

### Verze F (Friedrich)

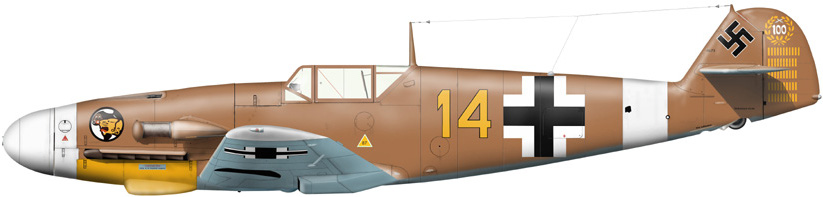
Bf 109 F-4/trop

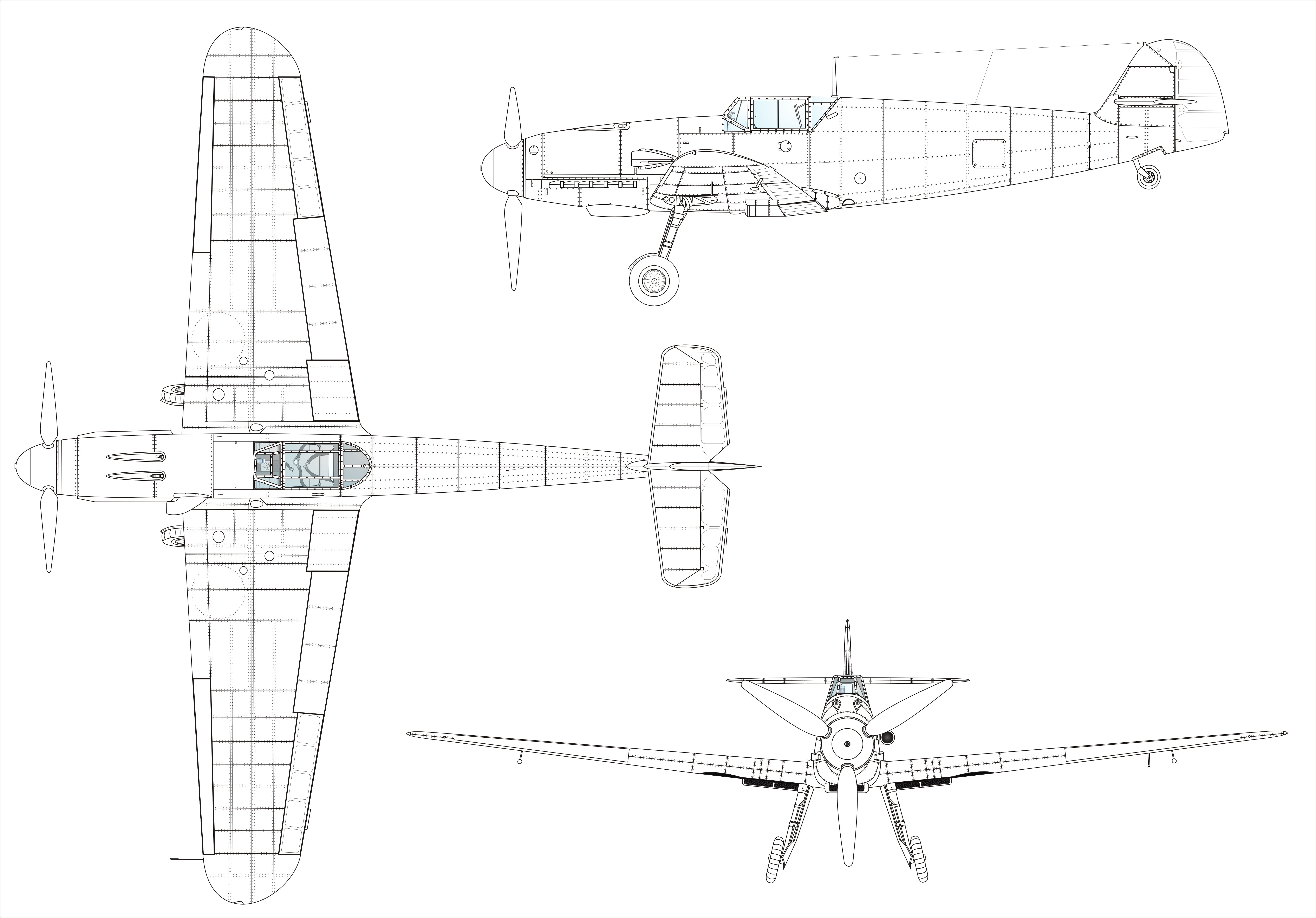
Bf 109F-3

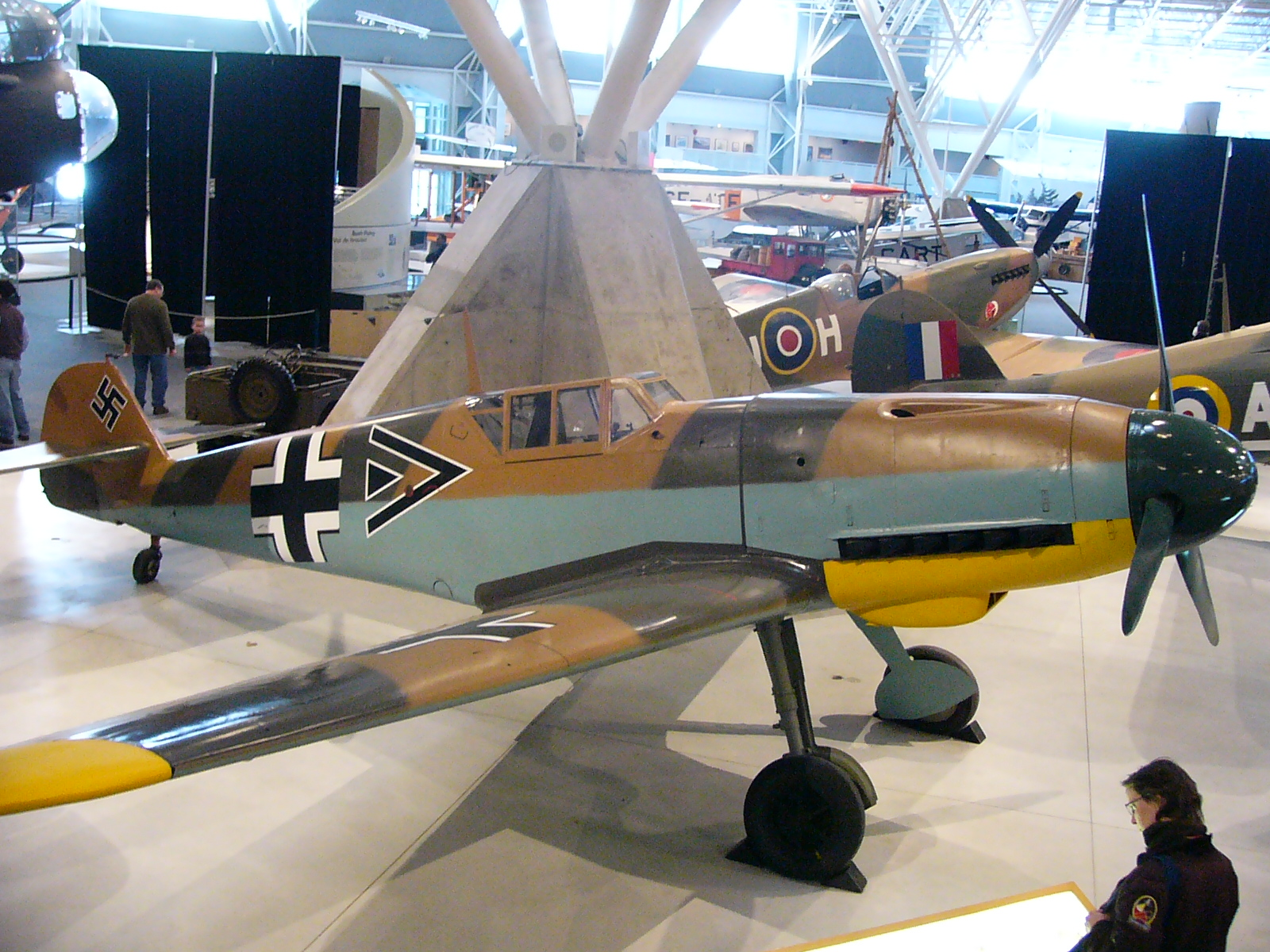
Messerschmitt Bf 109 F-4 v Canada Aviation Museum

Konstrukční kancelář začala pracovat na zabudování nového motoru DB 601E o výkonu 1 350 k do přepracovaného, velice aerodynamického draku.[zdroj⁠?!] Změny byly patrné zejména na jinak řešené kapotáži motoru, kde byl také viditelně zvětšen průměr vrtulového kuželu, který nyní plynule navazoval na obrys krytu motoru, a vstup vzduchu do kompresoru na levém boku, jehož ústí dostalo kruhový průřez. Vzpěry vodorovných ocasních ploch byly odstraněny. Zpevněna byla i zadní část trupu a proběhly i mnohé jiné vnitřní úpravy. Ostruhové kolečko bylo řešeno jako polozatahovatelné. Podstatně překonstruováno bylo i křídlo, zkráceny byly sloty na náběžné hraně, křidélka byla zkrácena a byla změněna konstrukce vztlakových klapek v prostoru za chladiči – byly zde řešeny jako štěrbinové a sloužily i k regulaci průtoku vzduchu radiátory chlazení. Chladiče byly na křídle posunuty směrem vzad a jejich výška byla snížena a křídla dostala nové oblé zakončení, čímž se zvýšila nosná plocha. Vývojové verze F byly prototypy Bf 109 V21 – V25.
Nový stroj se tak dosti lišil od svého předchůdce. Luftwaffe si od nového Messerschmitt Bf 109F slibovala nabytí převahy nad britskou RAF a "Friedrich" pro RAF na jaře 1941 znamenal skutečně velice nebezpečného nepřítele.[zdroj⁠?!] Jediným vážným nedostatkem nového stroje byla relativně slabá výzbroj sestávající ze dvou kulometů MG 17 a 20mm kanónu MG 151/20 v duté ose vrtule. S výzbrojí se laborovalo, a tak verze F-1 měly kanón MG FF/M, F-2 15 mm MG 151 a F-4 20 mm MG 151/20. Ze začátku byly velké problémy se zasekáváním kanónu MG FF/M, přehříváním motoru a odlamováním zadní části trupu. Po počátečních problémech se verze F stala mezi německými letci nejoblíbenější, díky své vyváženosti manévrovacích schopností a výkonu motoru. Během operace Barbarossa byla polovina stíhacích jednotek Luftwaffe na východě vyzbrojená Messerschmittu Bf 109F.
Stejně jako předcházející verze i verze F byly upravovány do verze Trop (Např. Bf 109 F-4/Trop – na této verzi upravené pro tropické podmínky, dosáhl Hans-Joachim Marseille většiny ze svých 158 sestřelů). Od verze F-2 se také používaly polní soupravy (Rüstsätze). Další verze F-2 a F-4 se kromě rozdílů ve výzbroji lišily použitím zařízení GM-1 Anlage na přímé vstřikování oxidu dusného do motoru pro krátkodobé zvýšení výkonu. Celkem bylo vyrobeno asi 3 500 kusů verze F.
- Bf 109 F-0 – Kompletně přepracovaná konstrukce bez podpěr výškových kormidel. Pohon obstarával motor DB 601 N upravený pro vestavbu kanónu MG FF/M. Vyrobeno bylo 34 kusů.[zdroj⁠?!]
- Bf 109 F-1 – Shodný s verzí F-0, ale měl přetlakovou kabinu.[zdroj⁠?!] Vyrobeno 208 letadel.

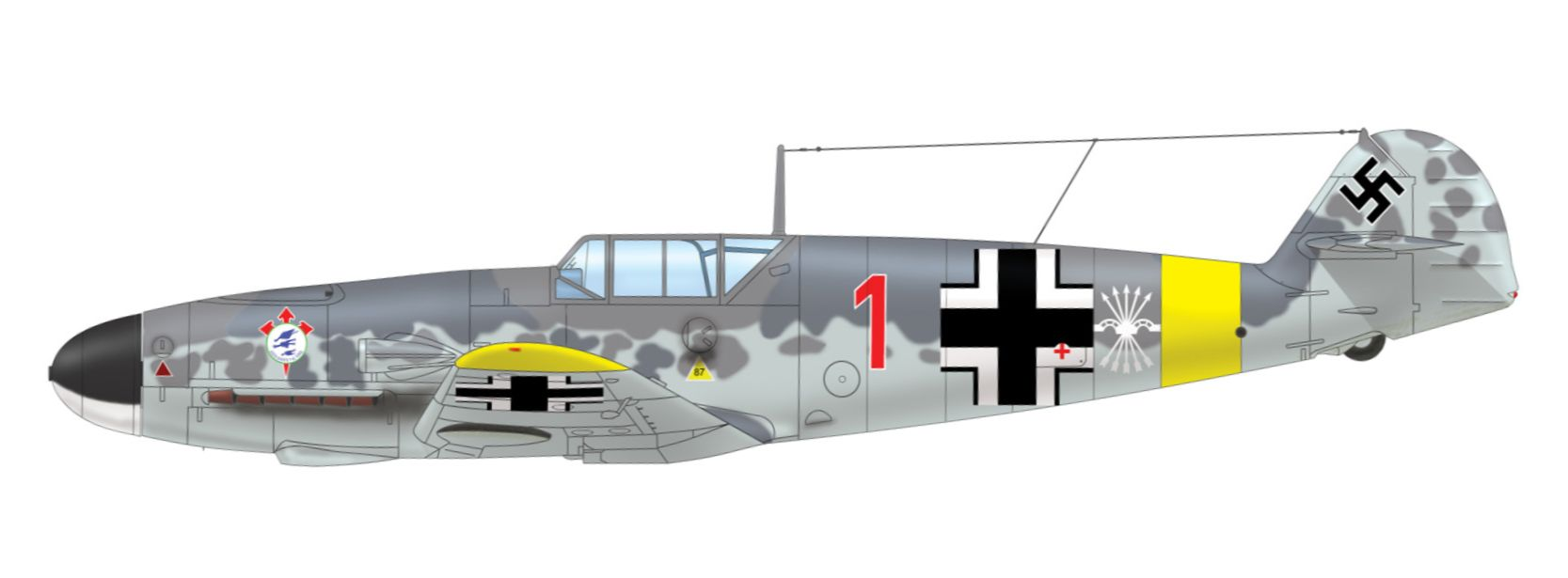
Messerschmitt Bf 109F-2 Escuadrilly Azul, 15.(span.)/Jagdgeschwader 51, zima 1942/1943, u níž bojoval Gonzalo Hevia Alvarez-Quiñones, eso s celkem 12 sestřely (jeden mu nebyl potvrzen)

- Messerschmitt Bf 109F-2 Escuadrilly Azul, 15.(span.)/Jagdgeschwader 51, zima 1942/1943, u níž bojoval Gonzalo Hevia Alvarez-Quiñones, eso s celkem 12 sestřely (jeden mu nebyl potvrzen)[14]Bf 109 F-2 – Výzbroj tvoří 2 kulomety MG 17 ráže 7,92 mm a kanón MG FF/M byl nahrazen kanónem MG 151/15 ráže 15 mm. Pohon obstarával motor DB 601 N. Z důvodu většího počtu havárií předcházejících verzí, byla zesílena zadní část trupu. Vyrobeno 1380 kusů.
  - Bf 109 F-2/U1[pozn. 4] – Základní výzbroj byla posílena dvěma kanóny MG FF/M ráže 20 mm instalovanými v křídle.
  - Bf 109 F-2/U2 – Trupové kulomety MG 17 ráže 7,92 mm byly nahrazeny kulomety MG 131 ráže 13 mm.
- Bf 109 F-3 – Verze F-1 s motorem DB 601 E. Výzbroj tvoří kanón MG FF/M ráže 20 mm a dva trupové kulomety MG 17 ráže 7,92 mm. Vyrobeno 50 kusů.
- Bf 109 F-4 – Shodný s verzí F-2. Kanon MG 151/15 nahradil MG 151/20 ráže 20 mm. Byla zvýšena bezpečnost pilota přidáním pancéřování a instalací samosvorných nádrží. Bylo vyrobeno 1841 kusů.
- Bf 109 F-5 – Vychází z varianty F-2. Motor DB 601 N se zařízením GM 1 pro vstřikování oxidu dusného. Výzbroj tvoří dva kulomety MG 17 ráže 7,92 mm a motorový kanón MG 151/20 ráže 20 mm. Vyroben byl pouze 1 kus.
- Bf 109 F-6 – Shodný s verzí F-5. Výzbroj rozšířena dvěma křídelními kulomety MG 17.

Verze F byla velmi výkonná. Maximální rychlost se pohybovala od 615 m/h (Verze F-1 a F-2) přes 634 km/h (verze F-3 a F-4 s motorem s omezeným výkonem na 1200 k) až po 660 km/h (verze F-3 a F-4 s 1350 k motorem) ve výšce 6 200 m.

### Verze G (Gustav)

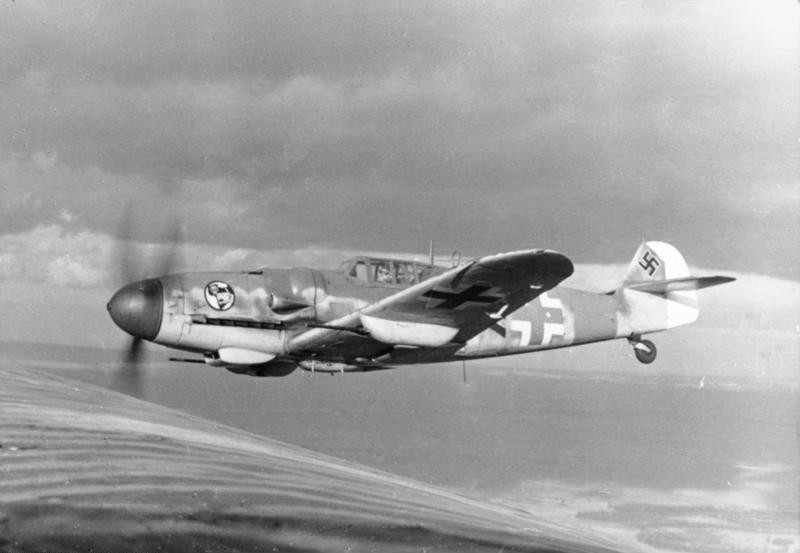
Bf 109 G-6, 1944

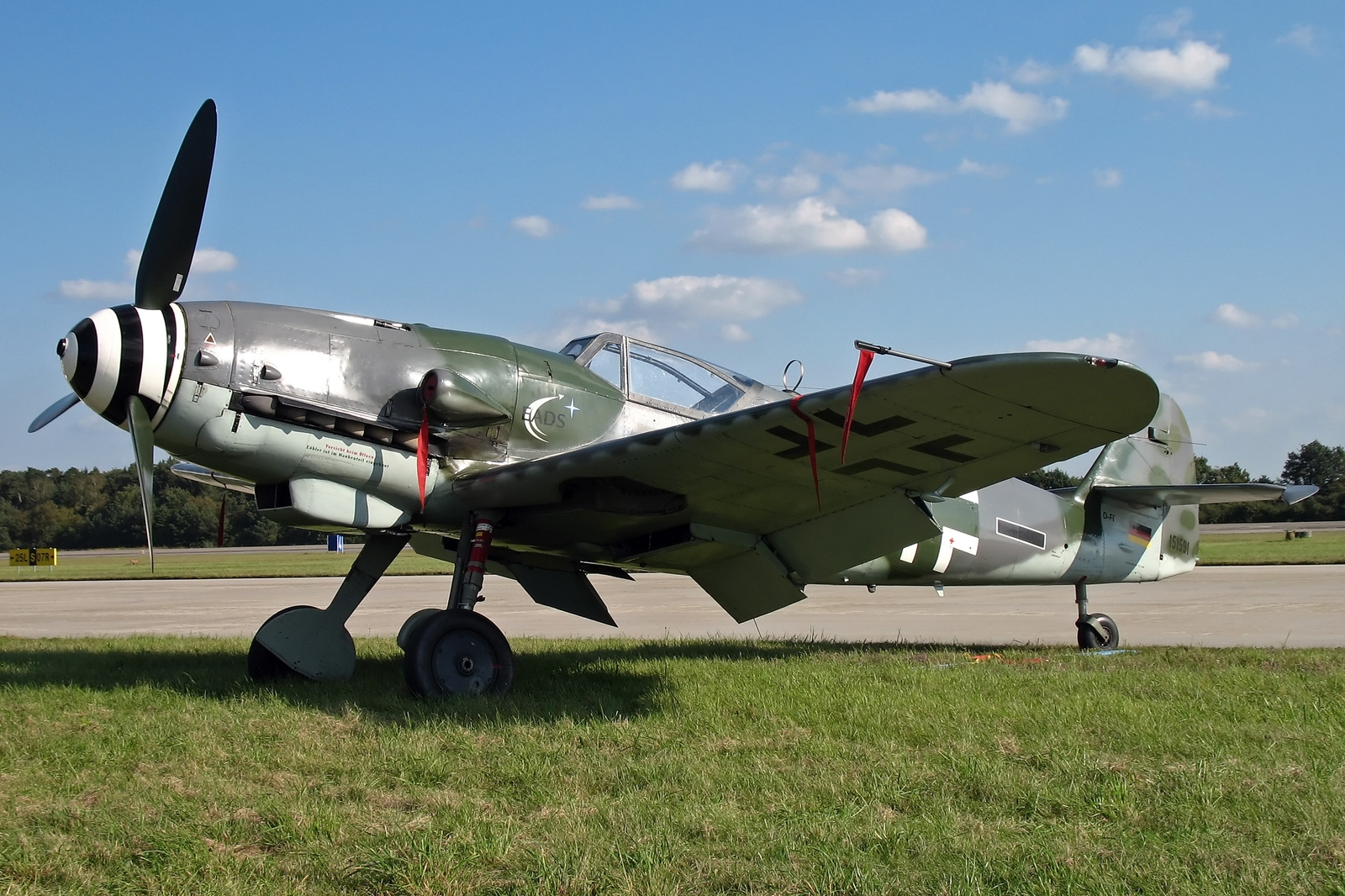
Bf 109G-10

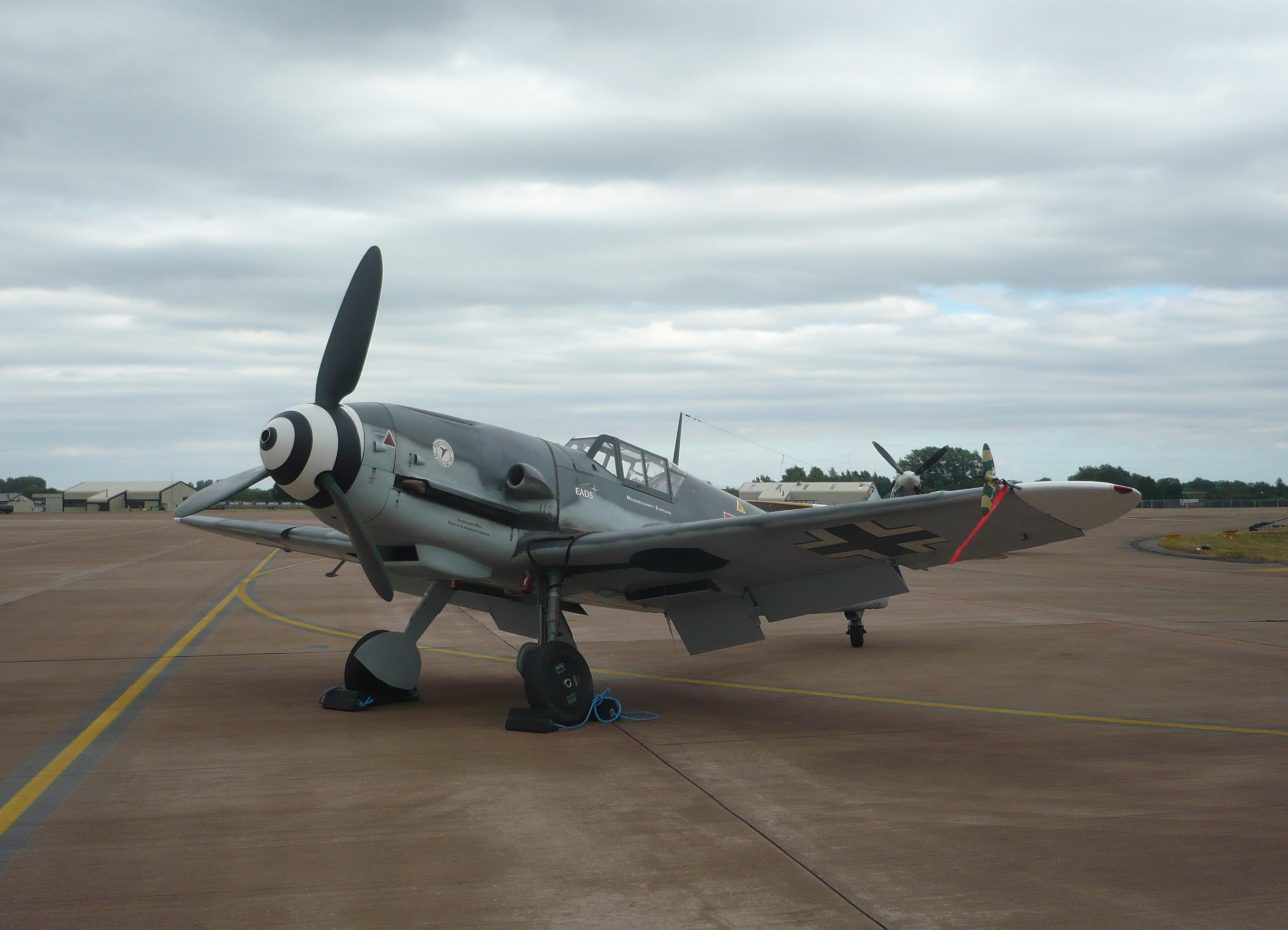
Restaurovaný Bf 109G-4 (D-FWME)

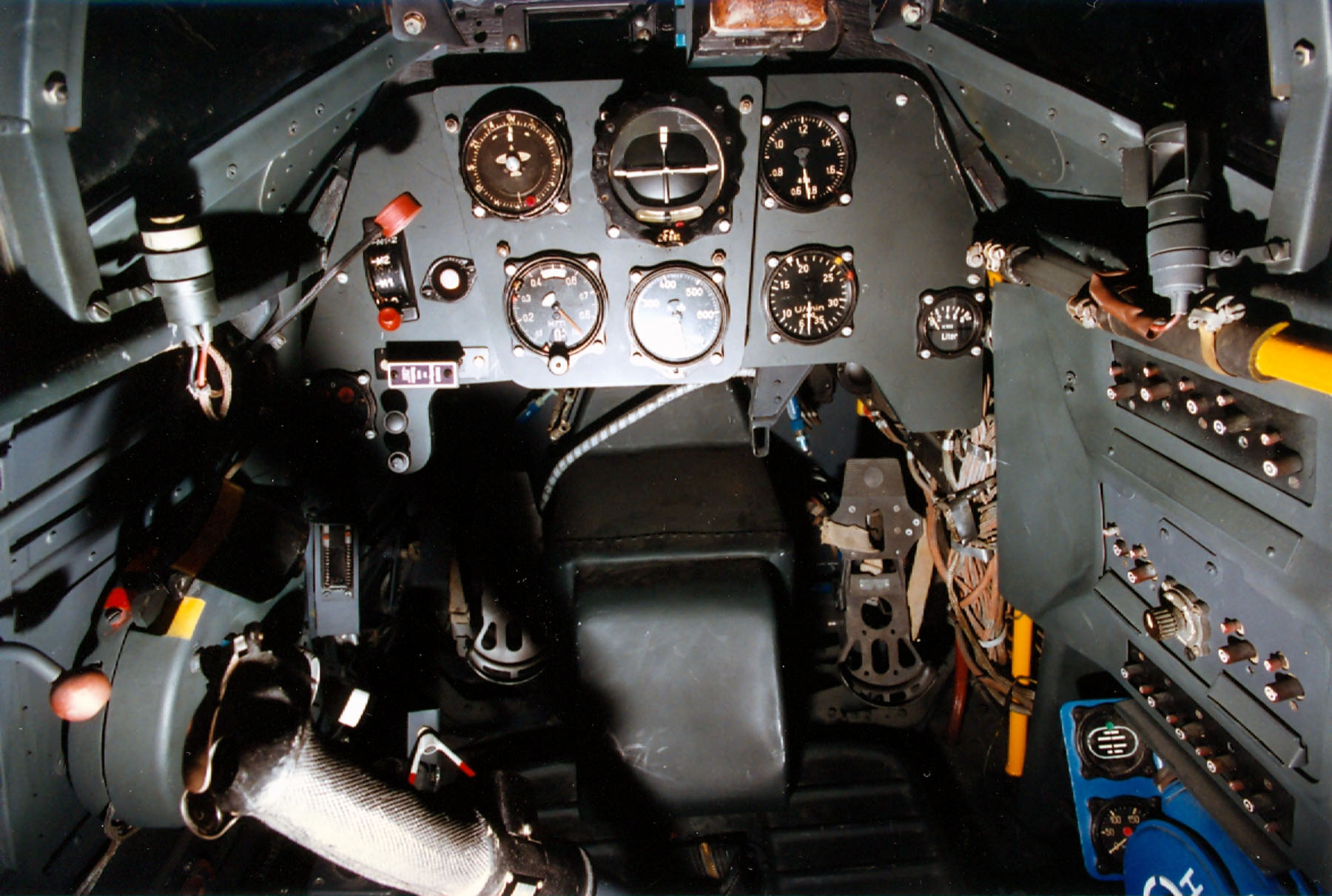
Kokpit stroje Bf 109 G

Verze Bf 109F se měla dále zlepšovat. Proto byl do draku Bf 109F zabudován nový motor DB 605A o výkonu 1 475 k. Nová verze BF 109G se velmi podobala Bf 109F-4. První verze nesly dokonce stejnou vyzbroj. Byla o něco těžší než Friedrich, to se projevovalo o něco vyšší pádovou rychlostí a ze začátku měly Gustavy problémy s motorem Daimler-Benz DB 605A, který se přehříval a došlo k mnoha nehodám, později se problém podařilo odstranit.
Příchod Gustava znamenal opět pro spojence nové ohrožení.[zdroj⁠?!]
Nejrozšířenější byla verze G-6 vyráběná od podzimu 1942. Ta se vyznačovala silnější výzbrojí a možností měnit konfiguraci zbraní přímo v polních podmínkách. Typická byl varianta G-6/U4 se dvěma 20mm kanóny MG 151/20 pod křídly, 30mm kanónem MK 108 střílejícím dutou hřídelí vrtule a dvěma 13mm kulomety MG 131 nad motorem. Stroje měly možnost nést přídavnou nádrž, pumy i neřízené střely proti bombardovacím svazům. Později kvůli standardizaci výroby se zavedla verze G-14, na které se objevily všechny prvky z posledních modelů G-6, vyšší směrovka, překryt firmy Erla, zadní pancéřové sklo, zařízení MW atd. Dá se říci že poslední verze G-6 odpovídají verzi G-14.
Poslední verze Gustava byl model G-10. Hlavní rozdíl byl v použitém výkonnějším motoru DB 605D, verze G-10 vznikla nejspíše z důvodu opožděné produkce modelu K.
Verze G byla nejpočetnější, představovala kolem 60 % všech Bf 109. Ze začátku Gustava omezoval motor, který z důvodů hrozby vznícení pracoval na menší výkon, později se problém podařilo odstranit[zdroj⁠?!] a motor se mohl používat na plný výkon. Přišel do doby, kdy se Luftwaffe dostávala do obrany a v průměru pilot Gustava neměl takové zkušenosti jako pilot dřívějších verzí. Pokud ho ale pilotoval expert, nebylo radno se s ním dostat do křížku. 352 sestřelů na strojích verzí G a K dosáhl Erich Hartmann, což z něj učinilo nejúspěšnějšího stíhače všech dob následovaný Gerhardem Barkhornem, který měl 301 sestřelů hlavně na verzi G.
- Bf 109 G-0 – Jedná se o předsériové stroje s motory DB 601 E. Vyrobeno bylo 11 kusů.
- Bf 109 G-1 – Shodný s verzí G-0, ale již s motorem DB 605 A-1, B-1 nebo C-1 a přetlakovou kabinou. Výzbroj tvořil kanón MG 151/20 a dva kulomety MG 17. Vyrobeno bylo 167 kusů.
- Bf 109 G-2 – Nebyl vybaven přetlakovou kabinou. Výzbroj shodná s verzí G-1. Bylo vyrobeno 1586 kusů.
- Bf 109 G-3 – Shodný s verzí G-1, ale s novým typem radiostanice a přetlakovou kabinou. Vyrobeno 50 kusů.
- Bf 109 G-4 – Shodné s verzí G-2. Pohon zajišťoval motor DB 605 A se zařízením GM pro přímé vstřikování oxidu dusného do válců motoru(dostup zvětšen na 11 580m). Vyrobeno 1242 kusů.
- Bf 109 G-5 – Přetlaková verze shodná s modelem G-6. Navíc byly do trupu instalovány těžké kulomety MG 131 ráže 13 mm. Vyrobeno cca 16 kusů.
- Bf 109 G-6 – Z této verze vycházely všechny pozdější modifikace. Neměla přetlakovou kabinu. Vyrobeno bylo 10000 až 12000 kusů.
- Bf 109 G-8 – Průzkumný letoun krátkého doletu. Byl osazen kamerami Rb 12,5/7x9 nebo Rb 32/7x9 a kamerou Robot 11. Výzbroj tvořil kanón MG 151/20 a dva trupové kulomety MG 131. Bylo vyrobeno 906 kusů.
- Bf 109 G-10 – Jedná se o částečnou přestavbu strojů série G a částečně úplně nově postavená letadla.Tuto verzi výlučně vyvíjela firma Erla a je někdy značena jako "Bastard flugzeuge" Pohon zajišťovaly motory DB 605 D nebo DB 605 ASM U některých strojů byl kanón MG 151/20 nahrazen kanónem MK 108 ráže 30 mm. Vyrobeno bylo cca 2600 kusů.
- Bf 109 G-12 – Jedná se o přestavěné stroje G-1,2,3,4 a 6 na dvoumístný výcvikový letoun. Většina letounů byla bez výzbroje. Přestavěno cca 500 kusů různých verzí Bf 109 G.
- Bf 109 G-14 – Pohon zajišťoval motor DB 605 AM/AS se zařízením MW-50. Byla použita kabina Erla-Haube (Gallandova kabina – zlepšovala výhled pilotů). Vyrobeno cca 6500 kusů.

Výkony verzí G byly poměrně různorodé – záviselo na typu a výbavě letounu. Maximální rychlost verze G-2 dosahovala 665 km/h ve výšce 7 200 m. U verzí G-5 a G-6 poklesla na 655 km/h v 6 600 m, zatímco u verzí G-10 a G-14 vzrostla na 680–695 km/h.[zdroj⁠?!]
S přídavnými kanóny pod křídly klesla rychlost Bf 109 G-6 s motorem DB 605A na 620 km/h.[zdroj⁠?!]

### Verze H
Výšková verze Bf 109
V roce 1943 vznikla verze Bf 109 H-0 přestavbou verze Bf 109 F. Pohon zajišťoval motor DB 601 E-1 se zařízením GM-1. Letoun měl zvětšeno rozpětí o 2 metry. Změny na podvozku letadla a mnohé další změny.[zdroj⁠?!]
Další verze Bf 109 H měla motor DB 605 a uvažovalo se i o motoru Jumo 213.
Bojové nasazení je doloženo u pár strojů,[zdroj⁠?!] celkový počet vyrobených kusů není znám.

### Verze K (Kurfürst)

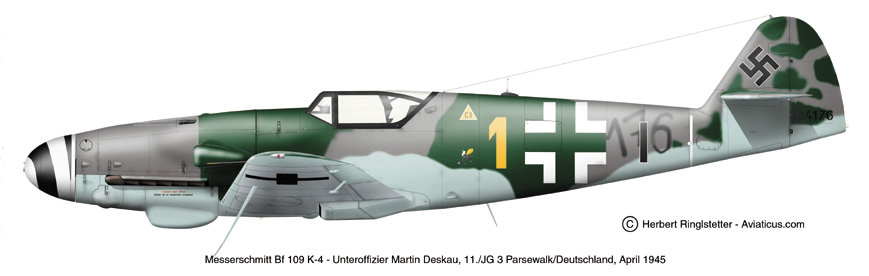
Bf 109 K-4, 11./JG 3

Kurfürst byl vyvíjen na základě posledních typů Bf 109G-6 a G-14. Vedoucí projektu byl Ludwig Bölkow, asistent byl Richard Bauer, původní návrhář konstrukce Bf 109 a podle Bölkowa jeden z nejnadanějších konstruktérů. Konstrukční tým byl tvořen asi 140 lidmi. Celkově byla snaha omezit slabší stránky Bf 109 jako slabší výzbroj a horší vlastnosti při vzletu a přistání, a naopak vylepšit výkony a vlastnosti. Bf 109 K měl být výkonnější nebo alespoň stejně výkonný jako nejlepší spojenecká stíhací letadla konce války. Výzbroj byla zesílena nahrazením kanónu MG 151/20 kanónem MK 108 ráže 30 mm střílejícím dutou hřídelí motoru, dva kulomety MG131 ráže 13 mm zůstaly zachovány nad motorem. Hlavní změna byla nová verze motoru Daimler- Benz, DB 605D u kterého byl předpoklad k vysokým výkonům a který díky úpravám mohl déle vydržet větší mechanické a teplotní zatížení při větších výkonech než starší motory. Z vnějšku bylo letadlo rozpoznatelné díky plně zakrytému podvozku. Posunutí plnicích a přístupových otvorů pro servis a provozní kapaliny.[zdroj⁠?!] Překryt motoru odpovídal posledním verzím G-10 a G-14 stejně tak jako překryt „Erla Haube“, vyšší směrovka a větší chladič oleje. Podvozek byl o něco rozšířen a upravilo se jeho uchycení, nově byl na vrchní ploše křídla mechanický ukazatel, který pilotovi ukazoval zatažení podvozku. Došlo k úpravě křídélek které nově měly Flettnerovy plošky. Z důvodu lepšího vyvážení letadla byla posunuta radiostanice v trupu a kyslíkové bomby se přesunuly do křídla. V kokpitu došlo k přepracování rozvržení přístrojů. Nově se mohl model K ve střemhlavém letu přiblížit rychlosti blízké 850 km/h. První stroje verze K-4 přišly k bojovým jednotkám na podzim 1944. Z důvodu postupného rozkladu výrobních a servisních sítí v Německu koncem války se část nově zavedených konstrukčních prvků dostalo na novou verzi K v malém počtu, to se týká přednostně Flettnerových plošek a mechanických ukazatelů vysunutí / zasunutí podvozku. Tato poslední válečná verze Messerschmittu Bf 109 byla plnohodnotným stíhacím strojem, který se mohl postavit i těm nejlepším stíhačům protivníka. Celkem bylo vyrobeno asi 550-1700 kusů Bf 109 K-4, přesné číslo není známo. Autoři zde nemají jasno. Václav Němeček udává přes 750 kusů této verze, M. Murawski uvádí konkrétně 754 kusy.
- Bf 109 K-2 – vyroben pouze 1 kus.
- Bf 109 K-3 – Jedná se o letoun s přetlakovou kabinou a motorem DB 605ASD se zařízením GM-1 nebo MW 50. Vyroben byl pouze 1 kus.
- Bf 109 K-4 – Pohon zajišťoval motor DB 605 D nebo DB 605 AS. Výzbroj tvořily dva kulomety ráže 13 mm a 30mm kanón MK 108 v ose vrtule. Vyrobeno bylo 1693 strojů.
- Bf 109 K-6 – Výzbroj shodná s K-4 a navíc dva křídelní kanóny MK 108 Vyroben 1 kus.
- Bf 109 K-8 – jedná se o průzkumnou variantu. Výzbroj tvoří 3 kanóny MK 108. Stroj byl vybaven 2 kamerami Rb 32/7x9

Verze K byla poslední a nejvýkonnější verzí. Maximální rychlost s použitím MW 50 dosahovala 715 km/h v 7500 m. Některé zdroje uvádí 728 km/h v 7000 m. Maximální rychlost bez požití MW 50 se pohybovala mírně pod 700 km/h. Stoupavost byla cca 24,5 m/s.

### Bf 109Z "Zwilling"

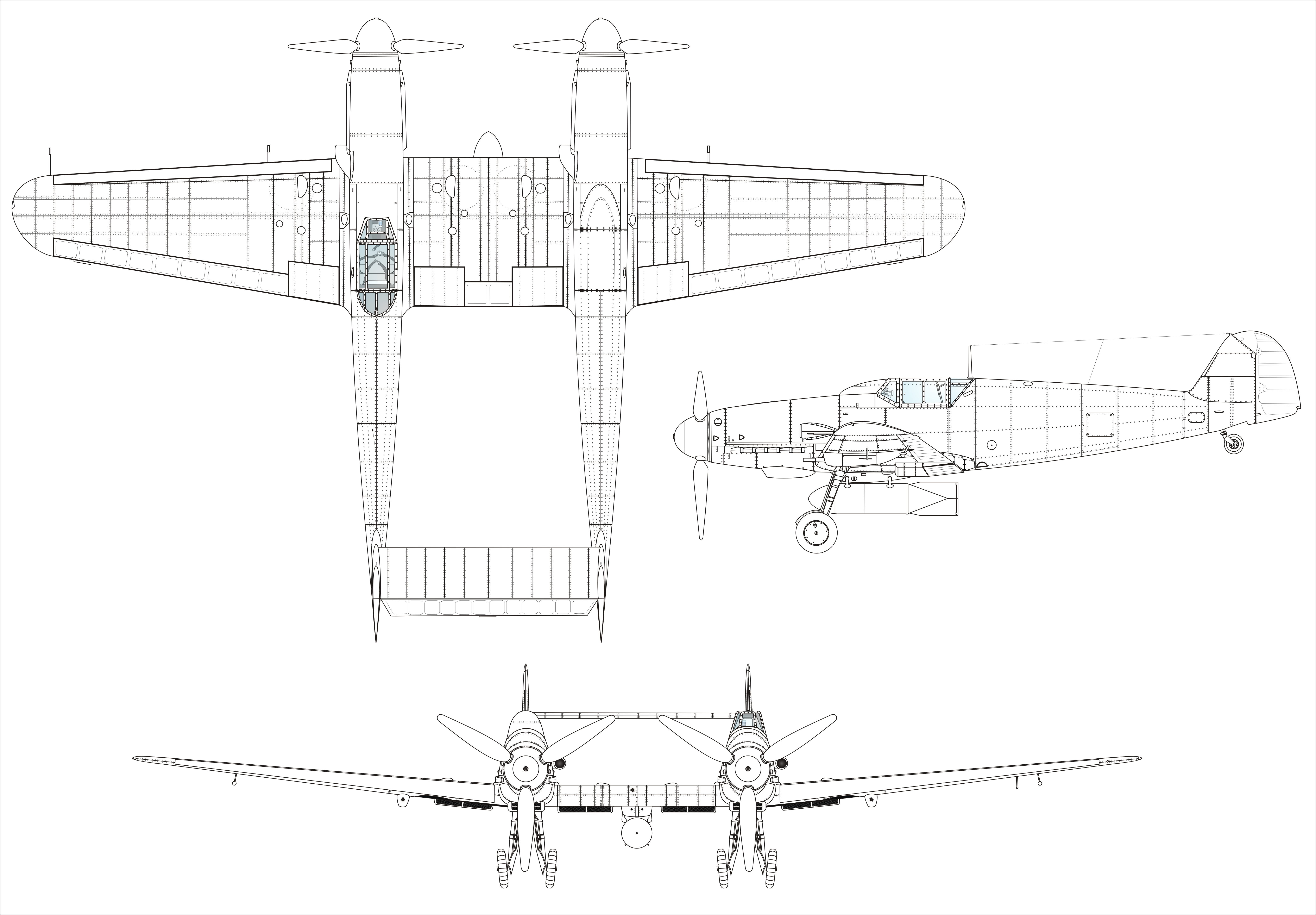
Bf 109Z-1

Tento experimentální letoun byly v podstatě dva draky stroje Bf 109F spojeny pomocí nového centroplánu a nových vodorovných ocasních ploch, podobně jako F-82 Twin Mustang. U prototypu byl pravý kokpit zakapotován a pilot seděl v levém. Byly navrženy čtyři varianty tohoto letadla. Jedna z nich byla přepadový stíhač vyzbrojena pěti 30 mm kanony a až do 1 000  kg nákladu pum, další byl stíhací bombardér vyzbrojený dvěma kanóny MK 108 a až dvěma pumami do hmotnosti 1 000kg.[zdroj⁠?!]
Oba letouny měly být poháněny motorem DB 605. Třetí a čtvrtá byly pouze jen na papíře a byly by podobné prvním dvěma návrhům, ale poháněny motory Jumo 213. Nakonec byl postaven pouze jeden Bf 109Z, a ten nikdy neletěl, protože byl ve svém hangáru poškozen během spojeneckého bombardování v roce 1943 a v roce 1944 bylo od projektu trvale opuštěno.

### Další verze

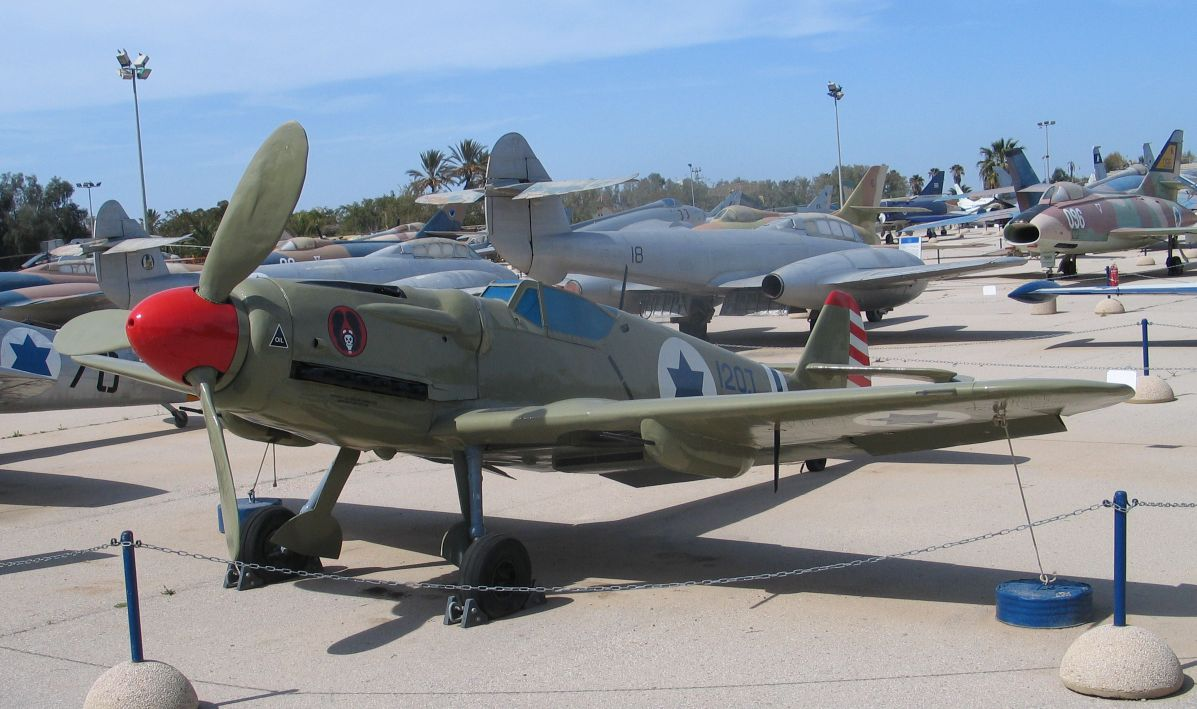
Avia S-199

- Avia S-99 – Jedná se o letouny smontované v Československu po skončení 2.světové války z nalezených komponent. Jednalo se o dva letouny Bf 109 G-12 a cca 2 dvou desítek strojů verzí G-10 a K-4. K pohonu byl využit motor DB 605. Původní označení bylo Avia C-10, jenž se později změnilo na Avia S-99. Dvoumístná varianta Bf-109G-12 se označovala CS-99 a první z nich zalétal Petr Široký dne 20. června 1946, poslední zkompletovaný dvoumístný CS-99 tentýž pilot 1. září 1947.
- Avia S-199 – Po vyhoření skladiště motorů DB 605, bylo nutno přestavět Avii S-99 pro použití motoru Jumo 211F, který byl původně používán u letounů He 111, i s vrtulí. Hlavní nevýhodou byl velký gyroskopický moment těžké vrtule. Bylo vyrobeno 511 kusů Avia S-199 (25 kusů bylo předáno Izraelskému vojenskému letectvu) a několik cvičných dvojmístných CS-199.
- Hispano Aviacion Ha 1112 (Buchón) – Španělské vojenské letectvo používalo typy Bf 109B, E a F. V době rozběhu licenční výroby u leteckého podniku Hispano Aviación v Seville se plánovala výroba Bf 109G-2. Spolu s licencí získalo Španělsko 25 vzorových letounů Bf 109G-2. Nesmontované stroje však na místo určení nedorazily kompletní. Dodány byly pouze trupy bez ocasních ploch, motorů a vrtulí. V Seville proto vyrobili nové ocasní plochy a v roce 1944 zahájili sériovou výrobu draků. Otázka náhrady nedodaných pohonných jednotek Daimler Benz zatím nebyla vyřešena. Nakonec bylo na základě úspěšné přestavby Bf 109E-1 na motor Hispano Suiza z roku 1943 rozhodnuto o použití domácích motorů Hispano Suiza HS-12Z-89.

Na začátku roku 1945 byla do draku Bf 109 instalována tato pohonná jednotka a letoun dostal označení HA-1109J-1L. Ocasní plochy musely být přepracovány, protože použitý motor měl oproti původnímu DB 601 opačný směr otáčení. Stroj byl zalétán 2. března 1945 s vrtulí Hamilton. V lednu 1946 letoun převzala technická správa španělského letectva s původně plánovanou švýcarskou vrtulí Escher-Wyss. Plánovaná výroba dvou set kusů byla nakonec pro dostatek náhradních dílů rozšířena na tři sta strojů.
Počátkem roku 1950 vznikla použitím motoru HS-12Z-17 v kombinaci s vrtulí de Havilland, kterou v licenci vyráběla domácí společnost ENHASA, verze HA-1109K-1L (vojenské označení C-4J). V přídi trupu již nebylo místo pro instalaci zbraní, letoun byl proto neozbrojený. Po různých pokusech s montáží výzbroje se zkoušely zavěšené kulomety Breda pod křídlem. Sériová výroba započala v roce 1951.
V polovině roku 1950 začal vývoj cvičného dvoumístného stroje s označením HA-1110K-1L, létající původně s motorem Hispano Suiza HS-12Z-17. Sériové stroje měly instalovány pohonné jednotky Rolls Royce Merlin.
Neozbrojená verze HA-1109K-1L byla přepracována na verzi HA-1112K-1L s výzbrojí dvou kanónů Hispano HS-404 v křídle a s podvěšenými neřízenými raketami Oerlikon, kterých nesl osm pod každou polovinou křídla. Tyto úpravy se však projevily ve zvýšené hmotnosti letounu, který již nemohl být používán pro záchytné stíhání. Jeho křídlo proto bylo vybaveno aerodynamickými plůtky a sloužil výhradně jako bitevní pro hloubkové akce. Letouny poháněl motor HS-12Z-17.
V roce 1953 vznikly dva prototypy s motorem Rolls-Royce Merlin, které nesly označení HA-1109M-1L.
HA-1112M-1L (vojenské označení C-4K), byla ozbrojená varianta z roku 1954, opět poháněná motorem Rolls Royce Merlin.
11. října 1957 poprvé vzlétla dvoumístná verze HA-1112M-4L, vzniklá přestavbou starší, rovněž dvoumístné HA-1110K-1L.

## Esa létající na Bf 109
Tři vůbec nejúspěšnější letecká esa Luftwaffe (i celé druhé světové války) dosáhla svých sestřelů výlučně na Bf 109.
- Erich Hartmann, 352 sestřelů
- Gerhard Barkhorn, 301 sestřelů
- Günther Rall, 275 sestřelů

Další známá letecká esa létající na Bf 109 byli Hans-Joachim Marseille (158 sestřelů), Siegfried Freytag (102 sestřelů) a mnoho dalších.
Esa mimo Luftwaffe:
- Ilmari Juutilainen, Finsko, 94 sestřelů
- Alexandru Șerbănescu, Rumunsko, 47 sestřelů
- Mato Dukovac, Chorvatsko, 44 sestřelů
- Ján Režňák, Slovensko, 32 sestřelů
- Dezső Szentgyörgyi, Maďarsko, 29 sestřelů
- Stojan Stojanov, Bulharsko, 5 sestřelů

## Uživatelé
Bulharsko

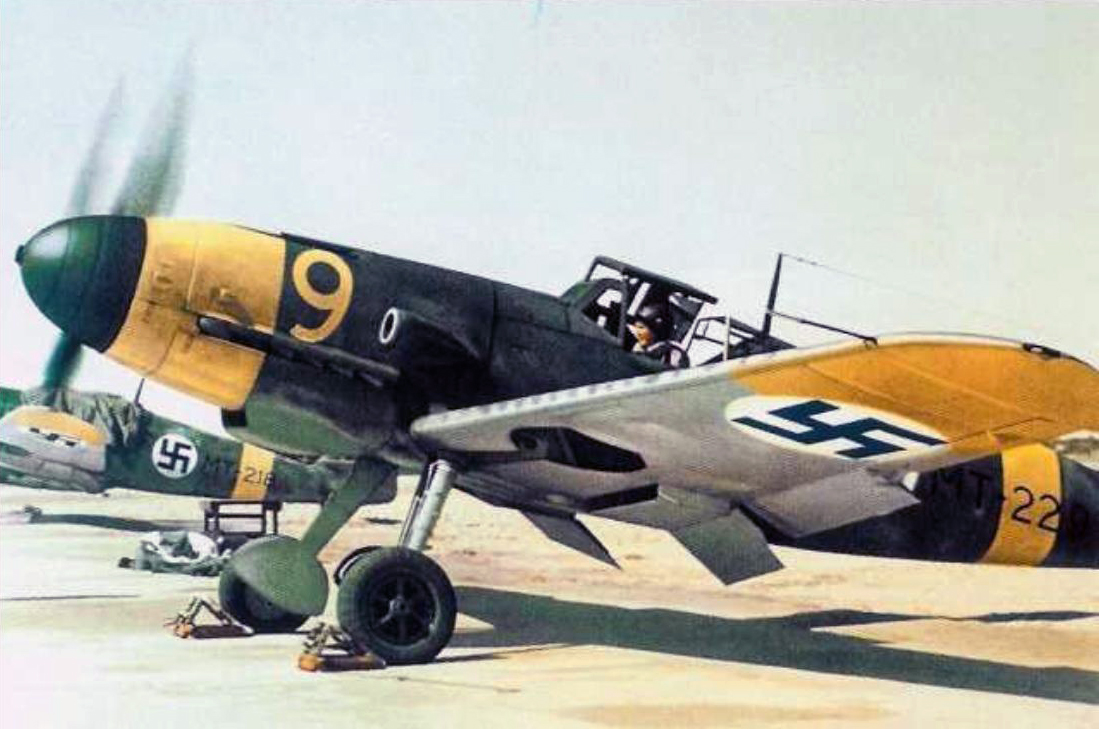
Finské stroje Bf 109G-2 na letišti Helsinki Malmi v červnu 1943.

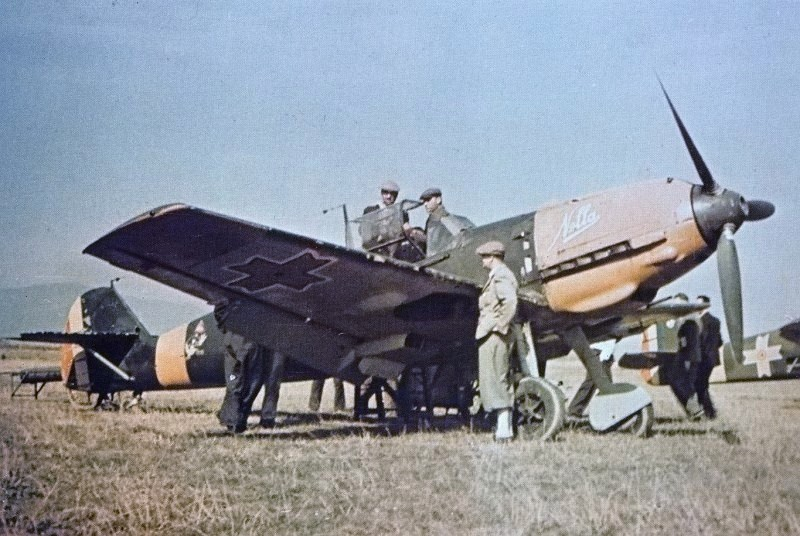
Rumunský Messerschmitt Bf 109 u Stalingradu

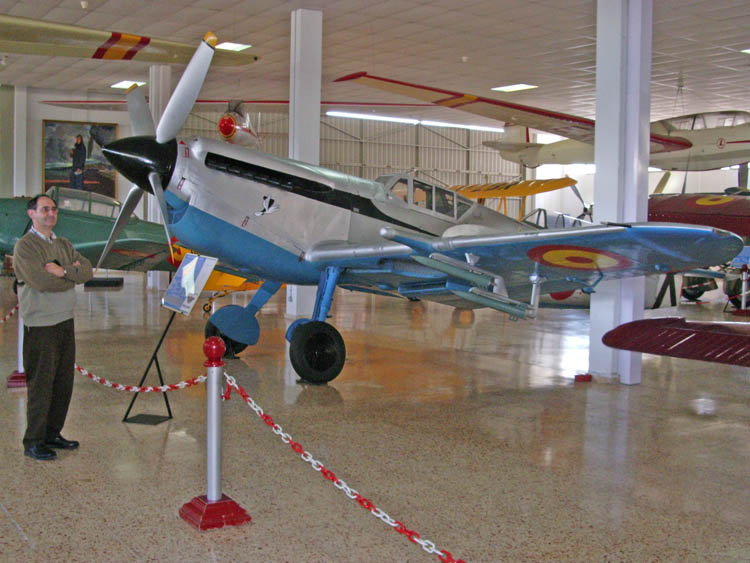
Hispano Aviación HA-1112 Buchon, druhá a poslední španělská verze stavěná v Hispano Aviación

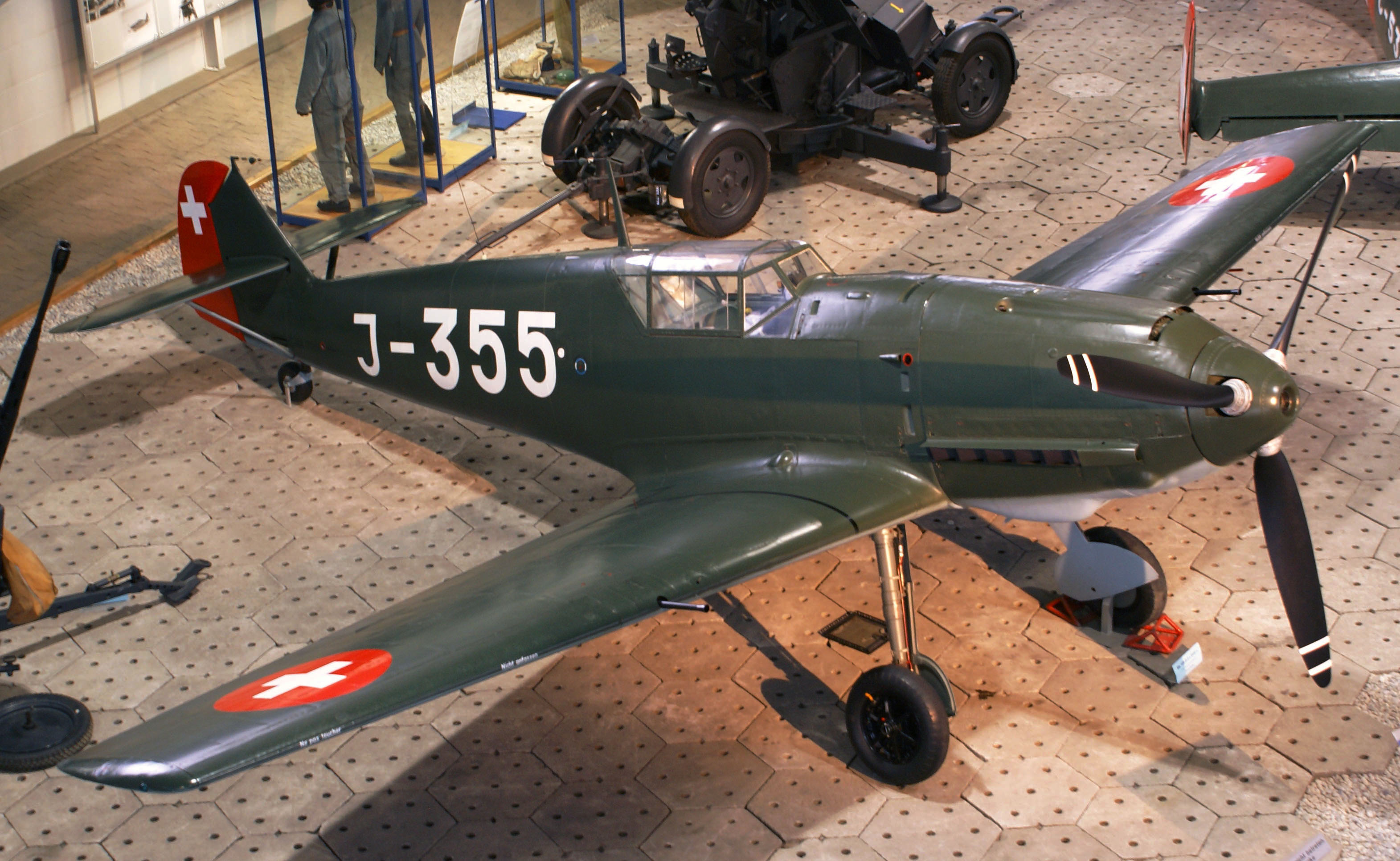
Bf 109-E3 švýcarského letectva ve Flieger-Flab-Museum.

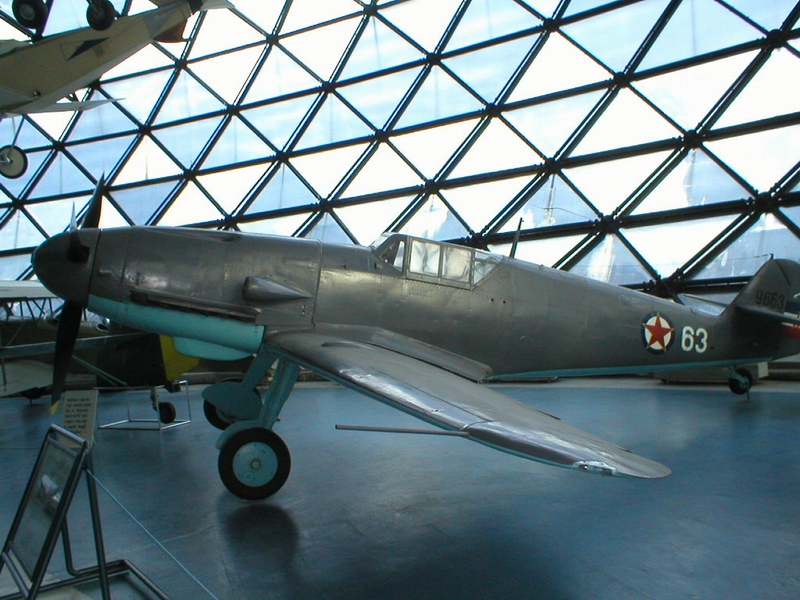
Bf 109G-2 14792, letecké muzeum v Bělehradu

- Bulharské letectvo užívalo 19 strojů E-3 a 145 G-2/-6/-10s.

 Chorvatsko
- Letectvo Nezávislého státu Chorvatsko operovalo s 50 letouny Bf 109, včetně E-4, F-2, G-2/-6/-10 a K.

 Československo
- Československé letectvo užívalo ukořistěná letadla a po válce pokračovalo se stavbou Messerschmittů Bf 109G pod označením Avia S-99, ale brzo došla zásoba motorů Daimler-Benz DB 605 poté, co byl zničen sklad v Krásném Březně.

 Finsko
- Finské letectvo objednalo z Německa 162 letadel (48 G-2, 111 G-6 a tři G-8), ale 3 byly při převozu zničeny. Bf 109 tvořil páteř stíhacích sil za 2. světové války.

 Německá říše
- Luftwaffe byla hlavním uživatelem strojů Bf 109.

 Maďarsko
- Maďarské letectvo používalo tři D-1, 50 E-3/-4, 66 F-4 a ~490 G-2/-4/-6/-8/-10/-14.

 Izrael
- Izraelské vojenské letectvo používalo variantu Avia S-199 z Československa. Navzdory nedostatkům typu dosáhly 8 vítězství. Egypt a Sýrie nárokují 4 sestřely S-199 a jeden možná.[23]

 Itálie
- Regia Aeronautica do roku 1944 používala Bf 109 jako páteř stíhacích sil.

 Italská sociální republika
- Aeronautica Nazionale Repubblicana používala 300 G-6/-10/-14 a dva G-12; tři K-4 byly také doručeny.

 Japonsko
- Japonské císařské armádní letectvo zakoupilo letouny E-7 roku 1941. Letadla byla používaná pro testy a zkoušky.[24]

 Rumunsko
- Rumunské letectvo používalo 50 E-3/4, 19 E-7, dva F-2, pět F-4 a minimálně 235+ G-2/G-4/G-6/-8 plus 75 109G-6 vyrobené domácím průmyslem IAR.

 Slovensko
- Slovenské vzdušné zbraně používaly 16 E-3, 14 E-7 a 30 G-6.
- Slovenské povstalecké letectvo používalo tři G-6.

 Španělsko
- Španělské letectvo používalo několik D-1, E-3 a 15 F-4 a mohlo obdržet několik B-typů. Dobrovolníci španělské Modré divize na východní frontě užívali E-4, E-7, E-7/B, F-2, F-4 (spadající pod JG-27 pod velením Luftflotte 2, do dubna 1943) mezi G-4 a G-6 (JG-51 pod velením Luftflotte 4, do června 1944). Licenční varianta Hispano Aviación HA-1112 byla vyráběna do roku 1958.

 Švýcarsko
- Švýcarské letectvo používalo 10 D-1, 89 E-3, dva F-4 a 14 G-6.

 Jugoslávie
- Jugoslávské královské letectvo používalo 73 E-3.
- Jugoslávské letectvo používalo několik bývalých chorvatských a bulharských Bf 109G.

## Specifikace (Bf 109 G-6 )

### Technické údaje
- Osádka: 1 (pilot)
- Rozpětí: 9,924 m
- Délka: 9,02 m
- Výška: 2,6 m
- Nosná plocha: 16,05 m²
- Plošné zatížení: podle verze cca 200 kg/m²
- Hmotnost prázdného stroje: 2247 kg
- Vzletová hmotnost: 3148 kg
- Maximální vzletová hmotnost: 3400 kg
- Pohonná jednotka: kapalinou chlazený vidlicový invertní dvanáctiválec Daimler-Benz DB 605A-1, AM, AS, ASM
- Vzletový výkon motoru: DB 605 A – 1475 k (1084,8 kW), DB 605 AM – 1800 k, ASM – 1800k (1324 kW)
- Poměr výkon/hmotnost: podle verze 469 – 572 k/1000 kg

### Výkony
- Maximální rychlost: 620–680 km/h podle verze motoru a výstroje
- Cestovní rychlost: 590 km/h ve výšce 6000 m
- Dostup: 12 000 m
- Stoupavost: počáteční stoupavost 17–22 m/s
- Dolet: 650 km, s přídavnými nádržemi 1000 km
- Doba otočení: 18–22 vteřin podle výstroje, rychlosti, výšky

### Výzbroj
- 2× 13mm kulomet MG 131
- 1× 20mm kanon MG 151/20 (nebo 1× 30mm kanón MK 108, G-6/U4)
- 1× 300l přídavná nádrž nebo 1× 250kg bomba nebo 4× 50kg bomby (G-6/R1)
- 2× Wfr. Gr.21 rakety (G-6 s R2)
- 2× 30mm kanon MK 108 pod křídly (G-6 s R4)
- 2× 20mm kanon MG 151/20 pod křídly (G-6 s R6)